# Geschichte des französischen Heeres

Aktuelles Logo der Armée de terre

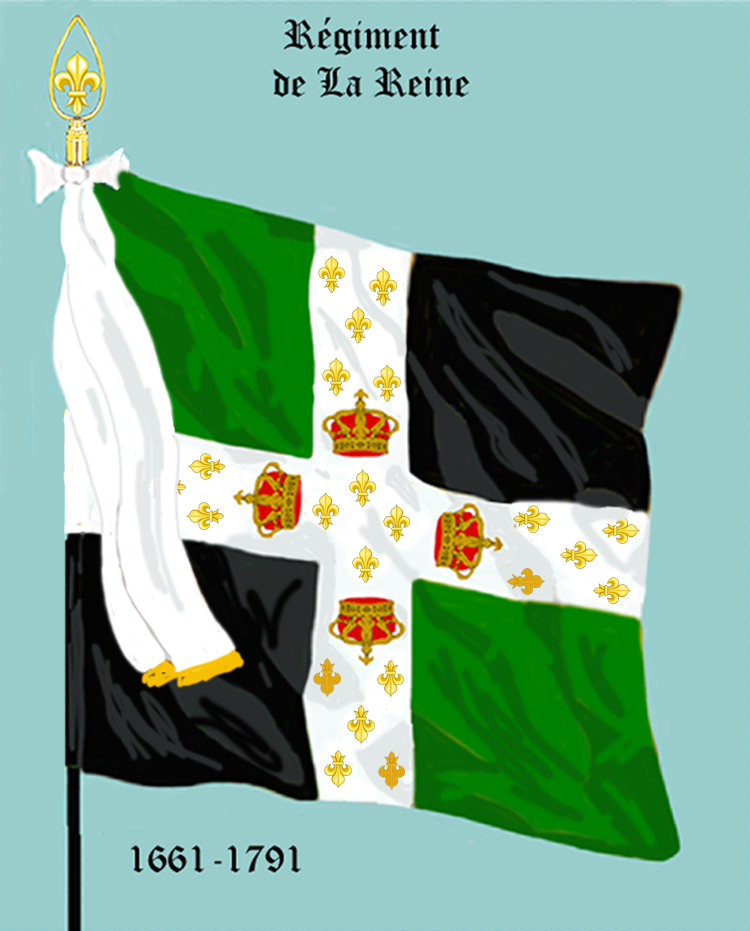
Ordonnanzfahne des Régiment de La Reine bis 1791

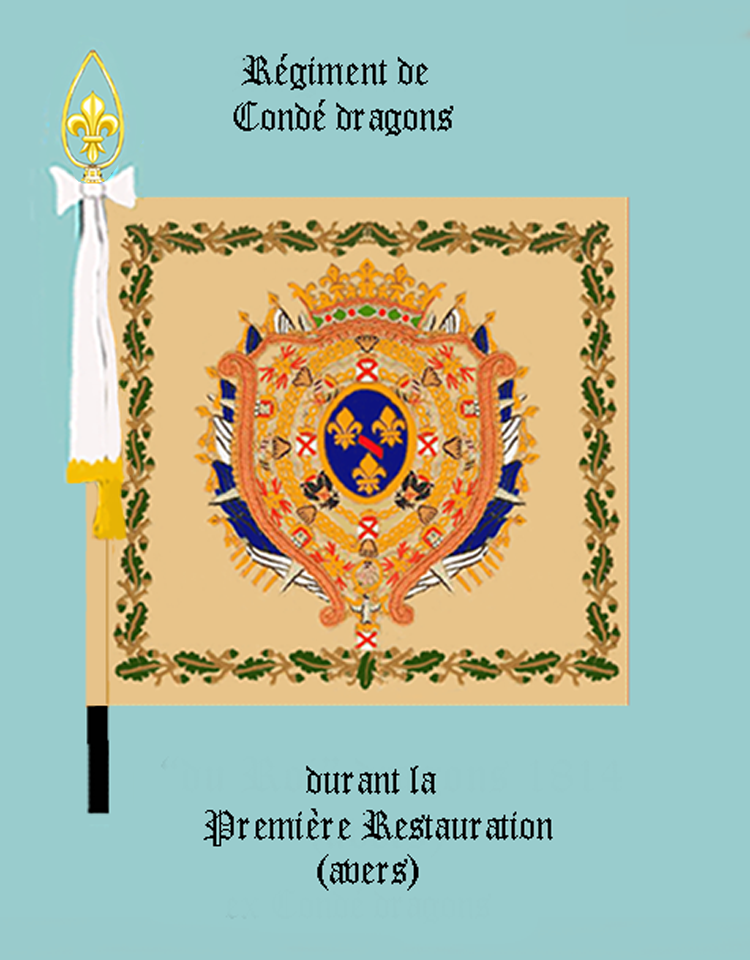
Standarte des Régiment de Condé-dragons 1814

Die Geschichte des französischen Heeres umfasst die Entwicklung der französischen Landstreitkräfte von der erstmaligen Aufstellung eines stehenden Heeres im 17. Jahrhundert bis zur Gegenwart. Die Anfänge des französischen Heeres, als ständiger Institution, liegen in der letzten Phase des Dreißigjährigen Krieges mit der Aufstellung stehender Regimenter. Schnell erlangte diese Armee große Bedeutung, sie nahm in den folgenden zwei Jahrhunderten den ersten Rang in Europa ein.

## Mittelalter
Der ursprünglich von der bäuerlichen Bevölkerung getragene Militärdienst war unbefriedigend geworden, und die Herrscher gingen dazu über, sich auf ein individuelles Niveau von Lehnsherrn, Vasallen und Knappen einzustellen. Allerdings wurden die Kriege dieser Zeit mehrheitlich im begrenzten, lokalen Rahmen geführt.
Viele Städte stellten Bürgermilizen (milices bourgeoises) auf, um sich selbst schützen zu können, ohne dazu die örtlichen Adeligen in Anspruch nehmen zu müssen. Paradoxerweise gewöhnte sich der König daran, diese Freiwilligen dazu zu benutzen, um gegen große Feudalherrn zu kämpfen oder um sie als Drohung bei seinen Forderungen einzusetzen.
Es entstand so auch ein neuer Schwertadel, die Ritterschaft.
In Kriegszeiten heuerte der König ausländische Söldner an, die in der Hauptsache aus der Schweiz (Reisläufer), dem Deutschen Reich und aus Irland kamen. (Es gab allerdings auch einige wenige schottische, dänische, schwedische und polnische Regimenter.) Aus diesen Regimentern wurde in der Regel auch die Leibgarde des Monarchen gebildet.

## Die Anfänge der königlichen Armee
Nachdem Karl VII. die Engländer im Hundertjährigen Krieg zurückgedrängt hatte, gewährten die Generalstände 1439 dem König das alleinige Recht zur Aushebung und Unterhaltung von Truppen. 1445 schuf er mit den berittenen Ordonnanzkompanien (Compagnies d’ordonnance) den Kern des zukünftigen stehenden Heeres. Die neue Truppe basierte aber immer noch auf der nach feudalem Muster zusammen gestellten Lanze (Lance fournie) als organisatorischer Grundeinheit. 1448 folgten die Compagnies de francs-archers, als eine Art zu Fuß kämpfender Nationalmiliz, die auf dem Schlachtfeld jedoch enttäuschte. Darum entstanden 1480, unter Ludwig XI., mit den Französischen Banden (Bandes françaises) erstmals dauerhaft bestehende und fest besoldete Fußtruppen. 1534 rief Franz I. die Légions nationales ins Leben: Nach altrömischem Vorbild in zwei Kohorten und insgesamt zehn Hundertschaften gegliedert, zählte jede Legion, zumindest auf dem Papier, 6000 Mann. Die aus ausgehobenen Untertanen bestehenden Legionen erfüllten jedoch nicht die in sie gesetzten Erwartungen. Während man die Franc-archers 1508 abschaffte, gingen die freien Banden und Nationallegionen in den ab 1557/58 neu formierten Regimentern auf. Die regelmäßige Zahlung eines festen Soldes verbesserte die militärische Disziplin und beugte eigenmächtigen Plünderungen vor. Unter Karl VII. begann zudem die Entwicklung einer neuen Truppengattung, die sich auf die Schlachtfelder der Zukunft massiv auswirken sollte: die Artillerie.
Mit Aufstellung der Ordonnanzkompanien bildete sich ein neues Ranggefüge heraus, das die bisherige feudale Organisation des Vasallenheers aus Bannerherren, Rittern, Edelknechten, Schildknappen usw. abzulösen begann. Die neuen Einheiten kommandierten nicht Lehnsherren, sondern Berufsoffiziere. An der Spitze stand der (meist adelige) Hauptmann (Capitaine), assistiert von einem oder mehreren Leutnanten (Lieutenant) und Fähnrichen (Port-Enseigne) bzw. Kornetten (Cornette) und Guidons (Guidon). Die neu eingeführten Obristhauptleute (Capitaine de colonne / Capitaine-colonel) bzw. Obristen (Colonel) befehligten die Nationallegionen und, seit 1544, auch die Französischen Banden. Zur Entlastung des Obersten schuf man 1543 den Oberstleutnant (Lieutenant-colonel). In der Regel stand ein Generaloberst (Colonel général), als eine Art Generalinspekteur, an der Spitze einer Truppengattung, zunächst der Infanterie (1542) und der leichten Kavallerie (1548), später auch der Dragoner (1668) und Husaren (1778). Hinzu kam 1534 der Maréchal de camp, dem im deutschen Sprachraum der Generalwachtmeister entsprach.
Mit den Offizieren kamen die frühmodernen Vorläufer der heutigen Unteroffiziere auf, teilweise nach Waffengattung unterschiedlich. In der Infanterie waren das der Centenier (1558 mit Entstehung der Regimenter abgeschafft), Sergent, Fourier, Cap d'escouade / Cap d'escadre / Caporal und Anspessade. In der Reiterei hießen die Unterbefehlshaber Wachtmeister (Maréchal des logis) und, seit 1590, Brigadier (Brigadier). Der Aufstieg zum Offizier war auch Nichtadeligen möglich, womit ihnen, bei Erreichung eines bestimmten Rangs, automatisch die Erhebung in den Adelsstand winkte.

## Das Ancien Régime

### Von Henri IV bis Louvois
Das Regiment als militärische Einheit geht auf Charles IX zurück. Henri IV, dann Richelieu verbesserten Struktur und Disziplin in diesen Einheiten. Die Art der Rekrutierung wurde zurückhaltender, und die Aufstiegsmöglichkeiten wurden verbessert. Es war Nichtadeligen nunmehr möglich, auf Grund von Verdiensten in Ränge aufzusteigen, die bis dahin allein dem Adel vorbehalten waren.
Ein wichtiger Grund für die Schwäche der Armee zu Beginn des 17. Jahrhunderts lag darin, dass man die Aufstellung der Einheiten mit zu großer Hast durchführte und dabei wenig Wert auf die Qualität der angeworbenen Soldaten legte. Auch waren die Regimenter nach dem Ende von Konflikten aus Kostengründen zu schnell wieder entlassen worden, was bei den häufigen Kriegen der damaligen Zeit zu erneuten Anwerbungen mit den bekannten Resultaten führte. Weiterhin war die Unregelmäßigkeit der Soldzahlungen eine gravierende Schwäche in der königlichen Militärverwaltung, was der allgemeinen Disziplin sehr abträglich war.
Die königliche Armee stellte sich in zwei Körpern dar: einerseits der Elitetruppe aus den stehenden Regimentern, den Ordonnanzkompanien und der königlichen Garde, andererseits der Masse der schnell ausgehobenen Einheiten, schlecht bezahlt (viele Regimentsinhaber zweigten gerne einen Teil der Gelder, die sie von der Militärverwaltung zur Unterhaltung ihrer Regimenter erhielten, in die eigene Tasche ab), ohne Disziplin und motivationslos.
Nachdem in der Schlacht bei Fleurus die französische Infanterie irrtümlich durch die eigene Artillerie beschossen worden war, erhielt jede Fahne von Infanterie und Kavallerie danach ein doppeltes, weißes Fahnenband, das um den Fuß der metallenen Fahnenspitze geschlungen wurde.

### Kavallerie

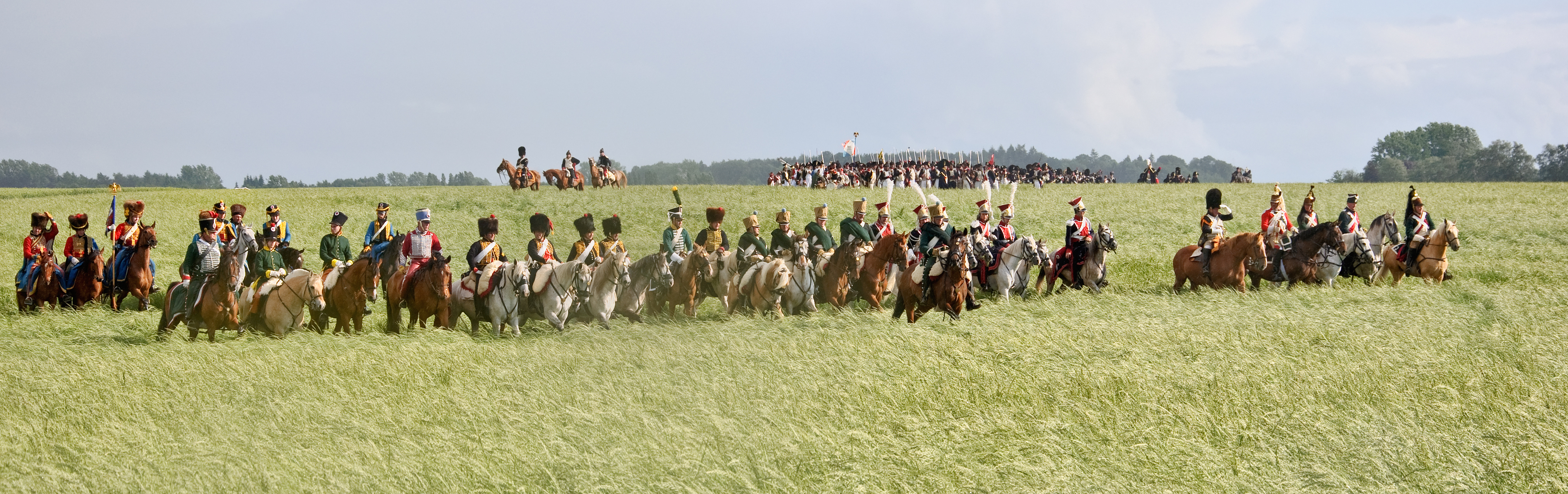
Französische Kavallerie während einer historischen Rekonstruktion der Schlacht bei Waterloo: Husaren, Chasseurs à cheval, Chevau-légers lanciers polonais, Grenadiers à cheval de la Garde impériale, Dragoner

Die Reiterei der Linie bestand zu Beginn des stehenden Heeres aus der Kavallerie (cavalerie) und den Dragonern (dragons). Letztere waren zwar von der Bestimmung her nur berittene Infanterie, wurden in Frankreich jedoch zur leichten Kavallerie gerechnet. Erste Einheiten von Husaren erschienen im Dreißigjährigen Krieg, jedoch wurde erst nach 1692 auf Befehl des Königs ein erstes reguläres Regiment als „Hussards royale“ aufgestellt. Ab 1779 erfolgte die Aufstellung von sechs Regimentern Jäger zu Pferde (Chasseurs à cheval), und zwischen 1779 und 1788 existierten sechs Regimenter Chevau-légers. Sie wurden in die Jäger zu Pferde eingegliedert. Dazu kamen kleinere Einheiten der königlichen Garde wie die Mousquetaires de la garde, die Grenadiers à cheval, die Maréchaussée und die Gendarmerie de France.
Bei Beginn der Revolution bestanden in der Linie 24 Regimenter Kavallerie, 17 Regimenter Dragoner, 12 Regimenter Jäger zu Pferde und sechs Regimenter Husaren.
Da es oftmals Infanterie- und Kavallerieregimenter mit dem gleichen Namen gab, wurde bei der Kavallerie hinter dem Regimentsnamen der Zusatz „cavalerie“ bzw. „dragons“ angefügt (Régiment Colonel-Général cavalerie).

### Reorganisation durch Kriegsminister François Michel Le Tellier de Louvois
Unter der Regentschaft von König Ludwig XIV. war es François Michel Le Tellier de Louvois, der die Reorganisation der Armee fortsetzte, die sein Vater Michel Le Tellier de Louvois begonnen hatte. Letzterer konnte für sich das Verdienst beanspruchen, die erste Armee geschmiedet zu haben, die diesen Namen verdiente, etwas, was Frankreich nie vorher besessen hatte. Die Zahl und Qualität der Offiziere, die erlassenen Vorschriften und die Professionalität der Soldaten machten sie zu etwas, was als erste wirkliche militärische königliche Kraft in Frankreich betrachtet werden kann.

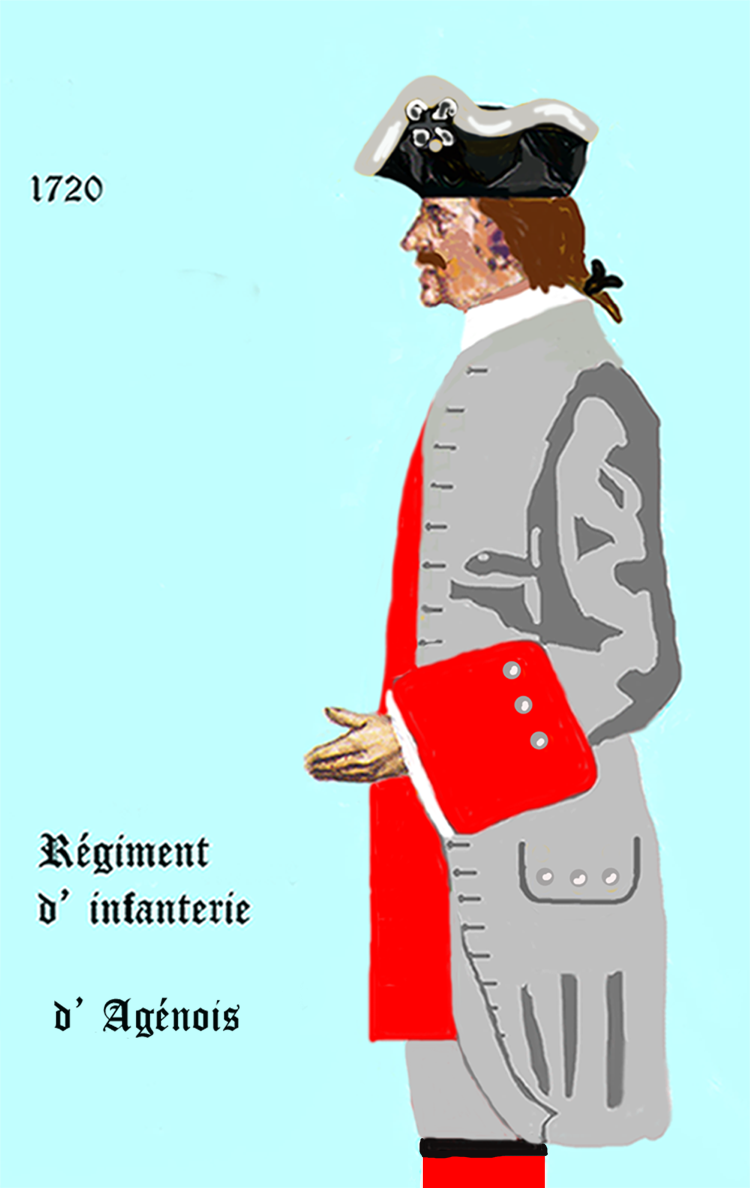
Régiment d’Agénois 1720
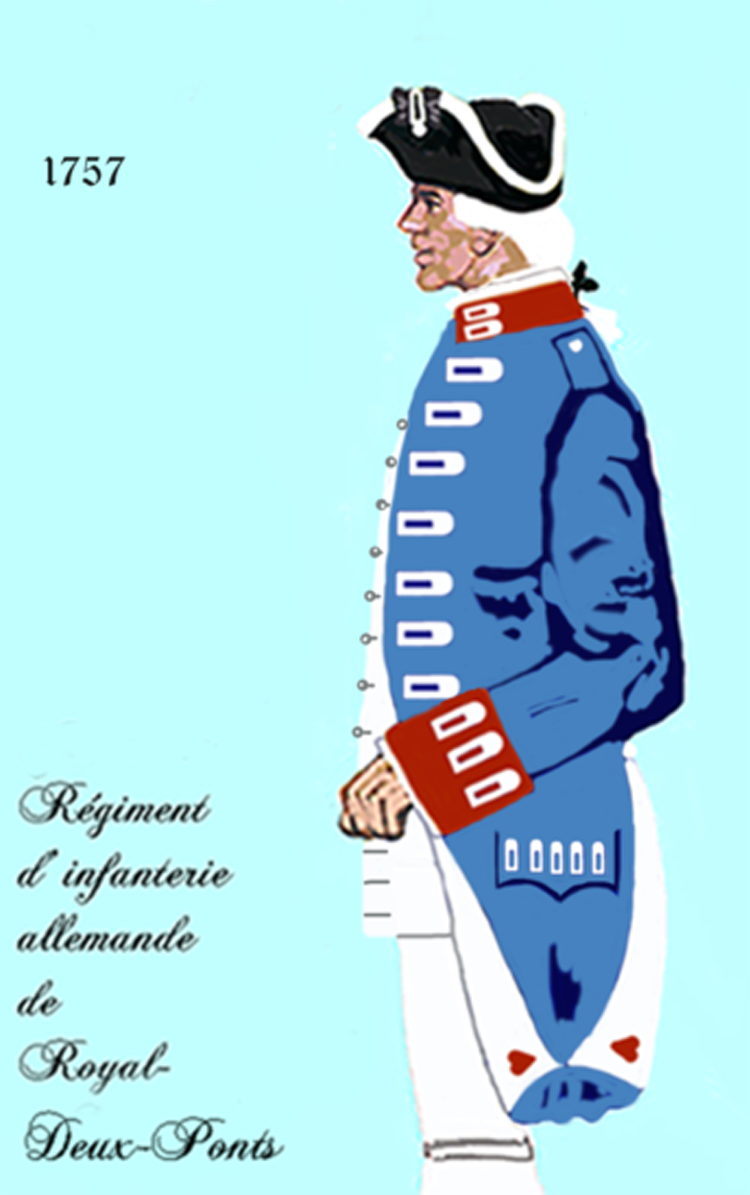
Régiment de Royal Deux-Ponts 1757
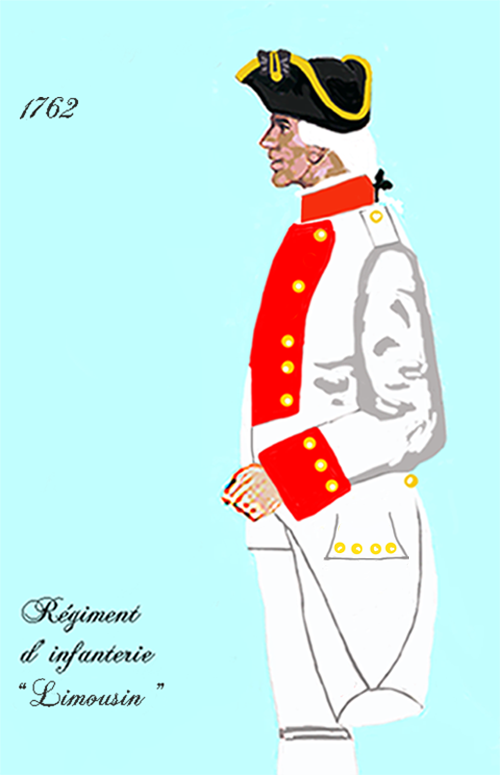
Régiment de Limousin 1762
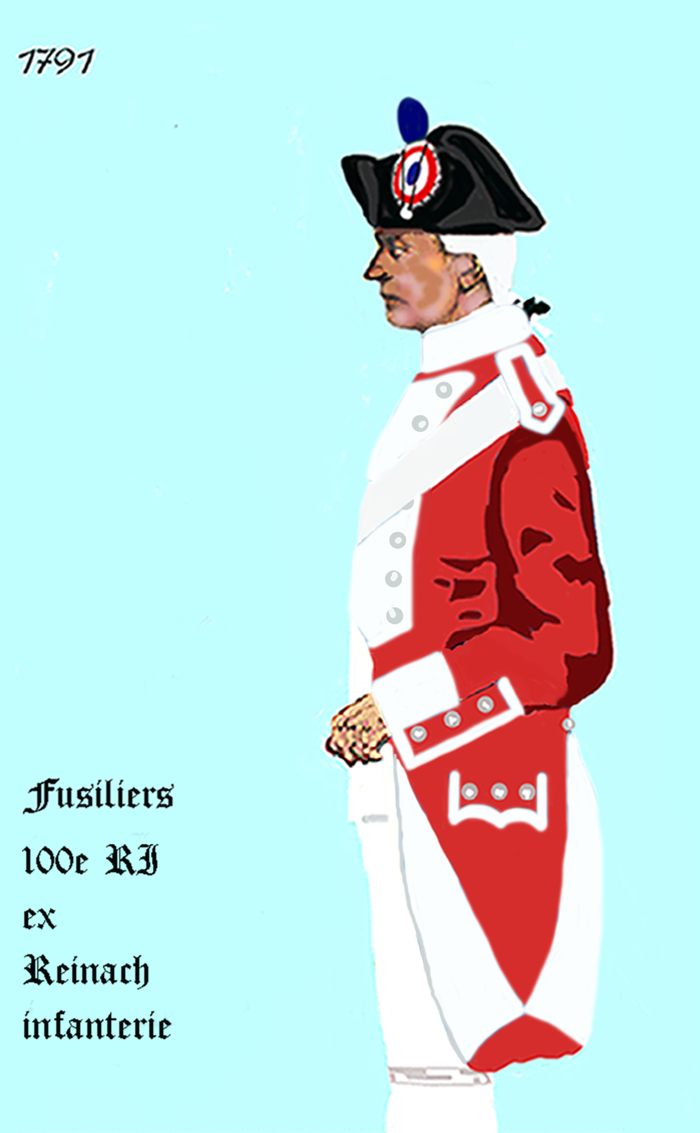
Régiment de Reinach 1791
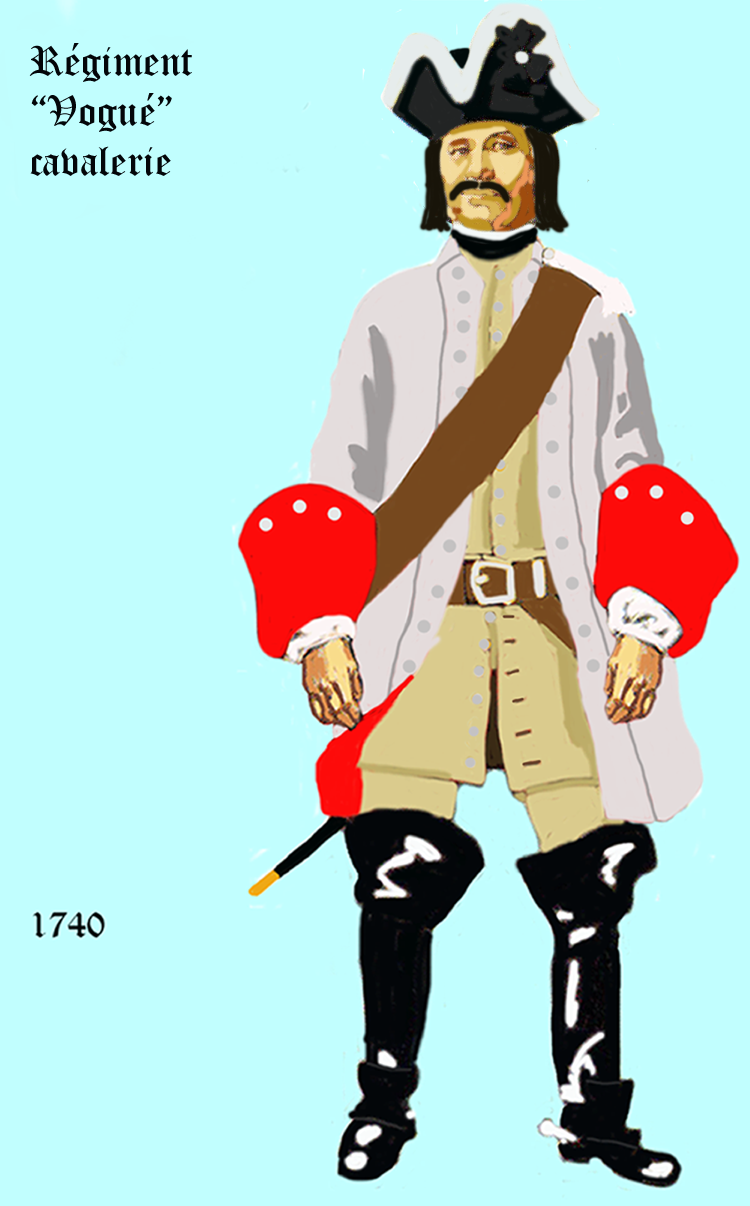
Régiment de Vogué cavalerie 1740
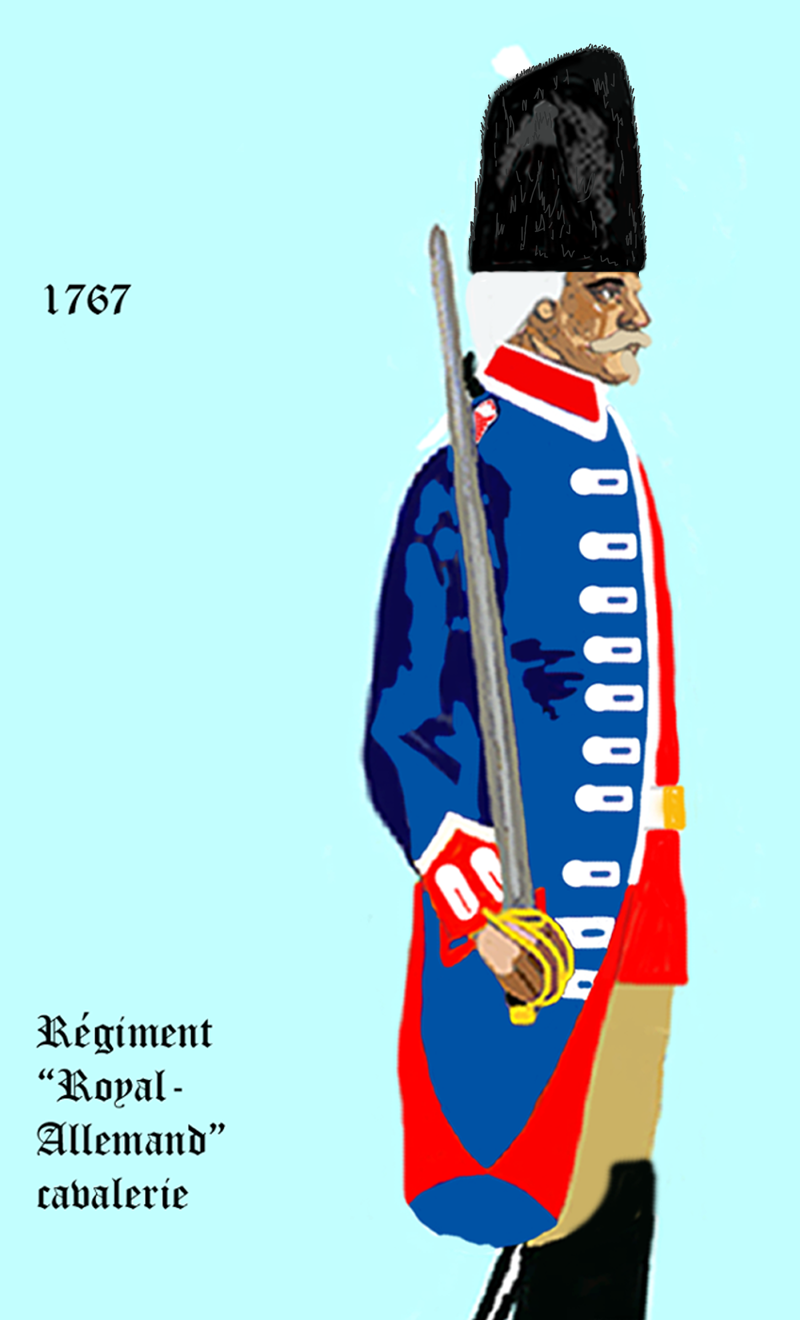
Régiment de Royal-Allemand cavalerie 1767
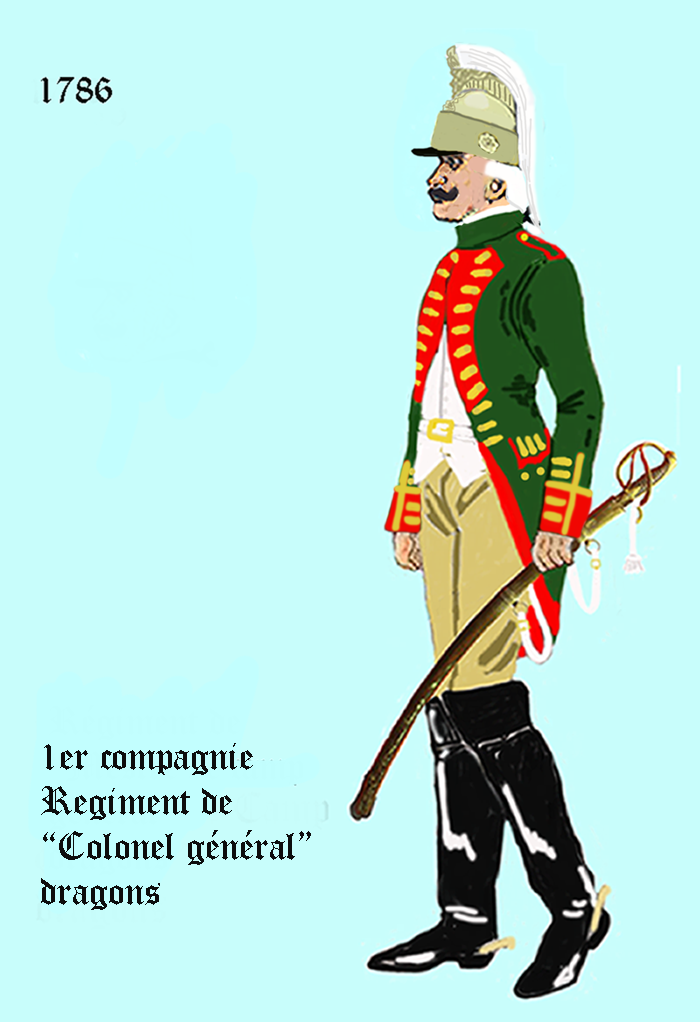
Régiment de Colonel-Général dragons 1786
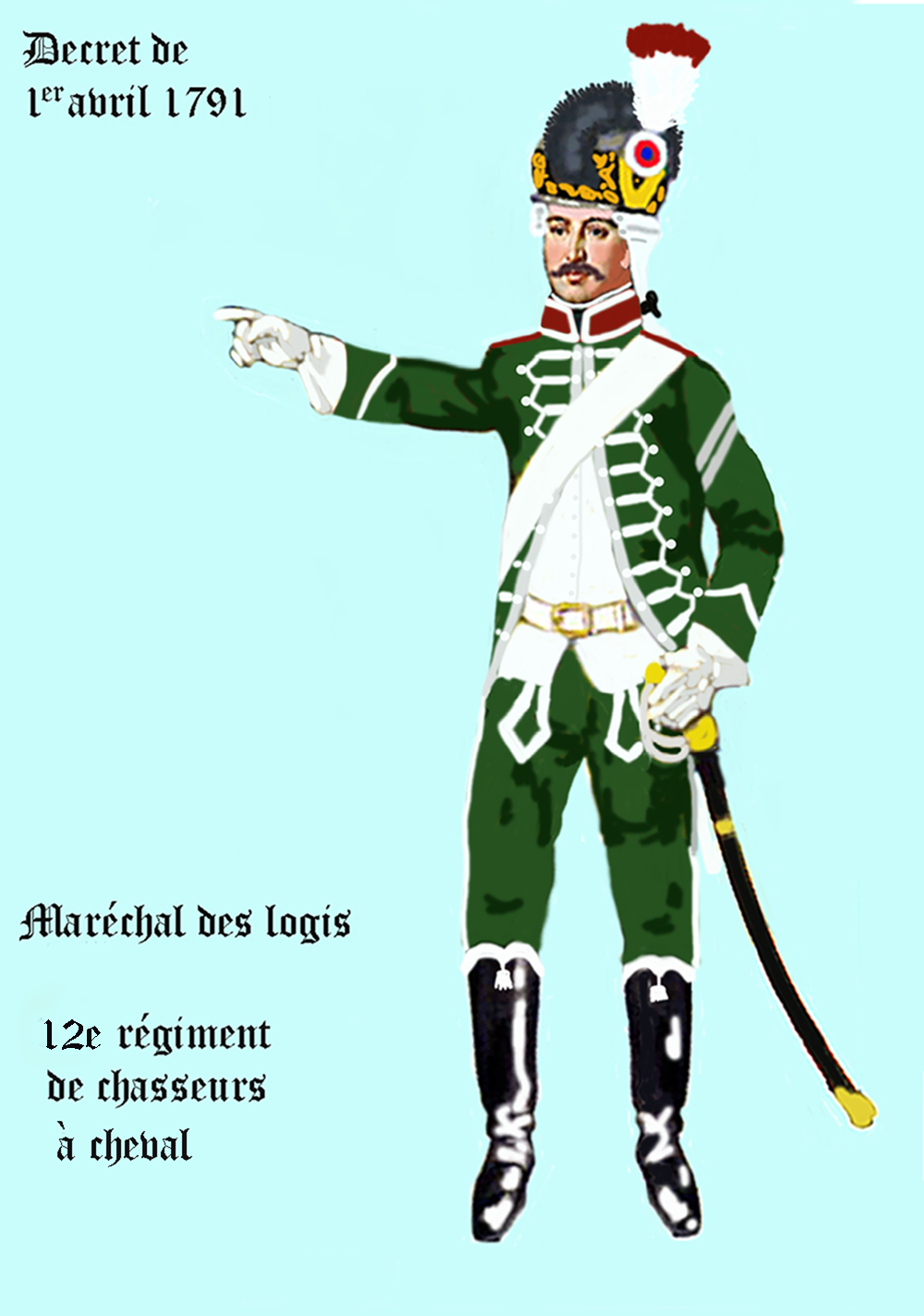
12e régiment de chasseurs à cheval 1791

Mit einem ersten Gesetz richtete François Michel Le Tellier de Louvois bei der königlichen Garde eine Militärschule zur Ausbildung der künftigen Soldaten, Unteroffiziere und Offiziere ein. Er erließ eine bindende Verordnung über die Uniformierung, Ausrüstung und Bewaffnung.
Die Offiziere blieben zwar Besitzer ihrer Kompanien, wurden aber verpflichtet, Tagebücher über die Maßnahmen zur Aufrechterhaltung strenger Disziplin und Nachweise über die regelmäßige und korrekte Auszahlung des Soldes zu führen.
Er initiierte auch
- ein System des Vorrückens in der Schlachtordnung per vorgegebener Regulierung
- eine Verordnung über die Verleihungskriterien des Ordre royal et militaire de Saint-Louis
- das Hôtel des Invalides
- den Bau von Kasernen, um die bisherige Praxis, die Soldaten weit verstreut in Bürgerhäusern unterzubringen, zu beenden

Es blieb jedoch weiterhin die Käuflichkeit der Offiziers- und Regimentsinhaberstellen, die unter Regie des Königs standen. Die Armee von Louis XIV erreichte eine Stärke von mindestens 200.000 Mann unter Waffen (manche Quellen sprechen sogar von bis zu 300.000 Mann), was für Europa eine bis dahin unbekannte Zahl gewesen war. Unerwünschte Nebenwirkungen waren nicht zu vermeiden, das fehlerhafte Rekrutierungssystem führte zu einem gewissen Prozentsatz an unbrauchbaren Offizieren und Mannschaften in den Reihen der Armee.
Auch wenn die Regimenter nur mit Namen bezeichnet wurden, gab es eine numerische Rangliste, in der jedem Regiment eine Nummer zugewiesen war. Diese Nummer sagte viel über das Ansehen der Einheit aus. (Eine niedrige Nummer war sehr begehrt und wurde heiß umkämpft.)
Die Regimenter mit dem Namenszusatz „Royal“ hatten den König als Regimentsinhaber, das Régiment de la Reine und das Régiment du Dauphin gehörten der Königin bzw. dem Thronfolger. Diese Regimenter wurden alle von einem „Colonel-lieutenant“ bzw. einem „Mestre de camp-lieutenant“ kommandiert, ebenso die Regimenter, deren Inhaber ein Prinz von Geblüt oder sonst ein höherer Adeliger war, der kein Interesse hatte, mit seinem Regiment in den Krieg zu ziehen und dabei möglicherweise umzukommen.
Die „sechs großen Alten“ (Les Six Grands Vieux) waren die angesehensten Infanterieregimenter:
- Régiment de Picardie
- Régiment de Navarre
- Régiment de Champagne
- Régiment des Gardes françaises
- Régiment de Normandie
- Régiment de La Marine

Ihnen folgten die „fünf kleinen Alten“ (Petits Vieux)
- Régiment de Bourbonnais
- Régiment de Béarn
- Régiment d’Auvergne
- Régiment de Flandre
- Régiment de Guyenne

### Dienstgrade
Im Deutschen Reich war die militärische Hierarchie bis zum Generalissimus klar geregelt. In Frankreich gab es Dienstgrade praktisch nur bis zum Maréchal de camp, was in etwa einem General entsprach. Die großen Heerführer beanspruchten keine Ränge – es genügte, wenn der Stab wusste, wer man war. Lieutenant-général, Colonel général und Maréchal de France waren keine Ränge, sondern lediglich Dienststellungen, deren primäre Bedeutung in den damit verbundenen hohen finanziellen Einnahmen bestand.
Auch unterschieden sich (und tun es noch heute) die Rangbezeichnungen erheblich von denen vieler anderer Armeen. Ein Major z. B. war kein Rang, sondern eine Dienststellung – so wurde der Offizier genannt, der für die allgemeine Organisation innerhalb des Regiments verantwortlich war –, Brigadier war ein Unteroffiziersdienstgrad, Brigadier des armées du roi dagegen war ein hoher Offiziersrang.

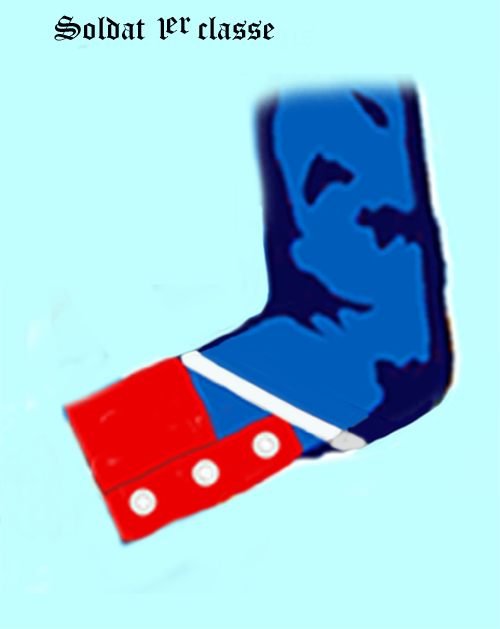
Soldat 1. Klasse
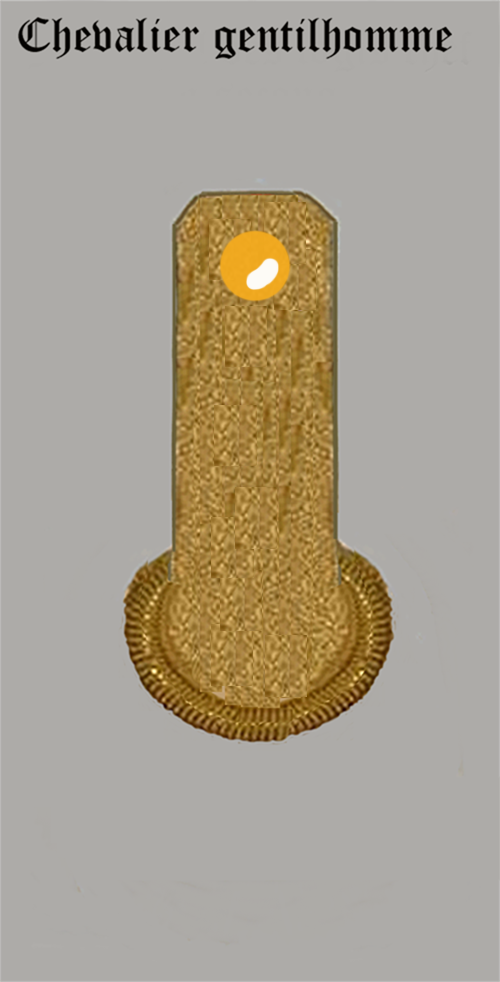
Adeliger Reiter
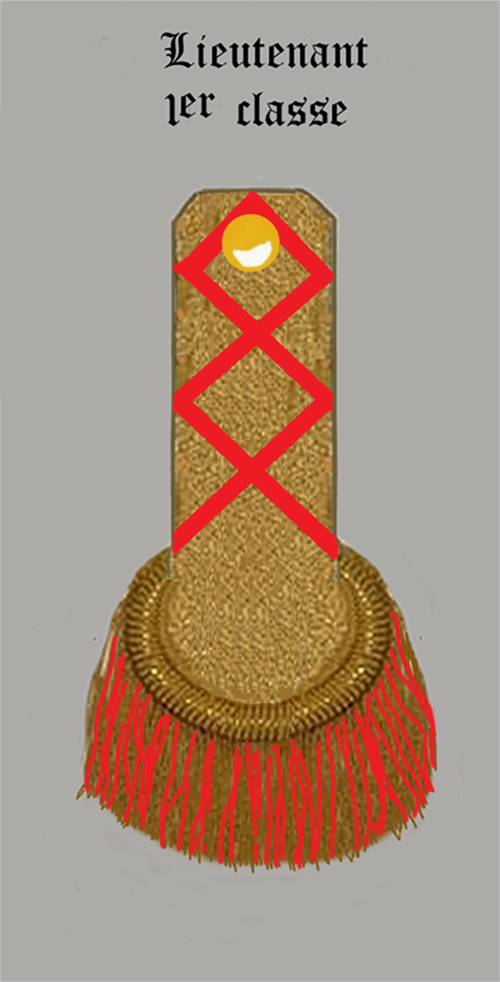
Leutnant 1. Klasse
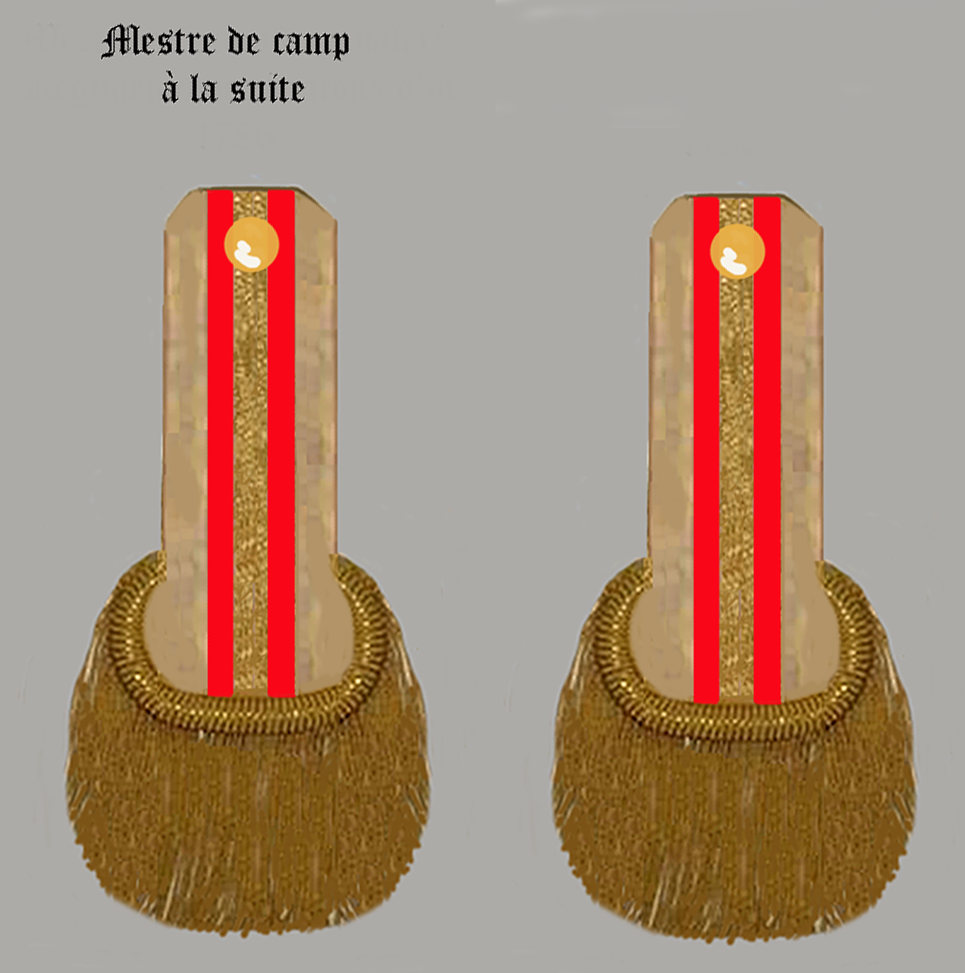
Mestre de camp à la suite

## Von Louis XV bis zur Französischen Revolution

### Reorganisation von 1791
Im Jahre 1791 verloren alle Regimenter ihre Namen und wurden von da an nur noch mit Nummern bezeichnet. Hierbei wurde größtenteils die bisher bestehende Rangfolge beibehalten. Das Régiment du Roi mit der Nummer 25, das in Nancy gemeutert hatte, wurde aufgelöst und bald darauf mit der Nummer 105 wieder aufgestellt.
Auch wurden die Regimentsinhaber und die Käuflichkeit der Stellen sowie der Dienstgrad Mestre de camp abgeschafft.

### Fremdenregimenter
Nach dem Tod des Königs sahen die im französischen Sold stehenden Schweizer Regimenter ihren Treueid als erloschen an und kehrten, gemäß ihren Kapitulationsbedingungen (vertraglichen Vereinbarungen), in ihre Heimat zurück. (Das Régiment de Châteauvieux, das in Nancy gemeutert hatte, war bereits aufgelöst worden.) Die anderen Fremdenregimenter (die meisten aus Deutschland) wurden mit dem verbliebenen Personal in das französische Heer eingegliedert. (Nicht wenige ihrer Angehörigen, vorrangig die Offiziere, und das komplette Régiment Royal-Allemand cavalerie hatten es jedoch vorgezogen, sich eigenmächtig zu entfernen.)

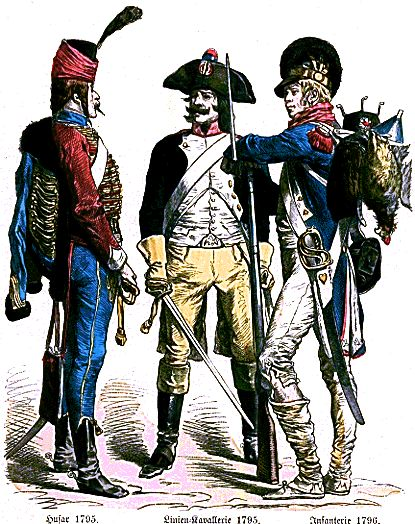
Uniformen der Revolutionszeit – Husar, Kavallerist, Infanterist

### Reorganisation von 1793/1794
In den Jahren 1793/1794 war eine Reorganisation nötig geworden. Man sah sich nach dem Levée en masse einer riesigen Zahl unausgebildeter und undisziplinierter Freiwilliger (Bataillons de volontaires nationaux) gegenüber, die zu den Waffen strömten. Dagegen waren tausende von Offizieren und die Schweizer Regimenter aus dem Dienst ausgeschieden, indem sie nach dem Tod des Königs einfach nach Hause gingen oder zu den Royalisten überwechselten, die einen Bürgerkrieg gegen die Revolutionäre führten.
Auf Anregung von Edmond Louis Alexis Dubois-Crancé vom 23. Januar 1793 ordnete der Nationalkonvent per Dekret vom 26. Februar und vom 12. August an, den Begriff „Regiment“ durch Demi-brigade de bataille zu ersetzen.
Die Halbbrigade bestand aus jeweils einem Bataillon eines ehemaligen Infanterieregiments und zwei oder mehr Bataillonen an Freiwilligen.
Artikel 2 des Dekrets vom 21. Februar 1793 bestimmte:

„Jede Halbbrigade wird aus einem vormals ‚Régiment de ligne‘ genannten Bataillon und zwei Bataillonen Freiwilligen bestehen. Das 1. Bataillon wird dann [z. B.] 1er bataillon du 42e régiment d’infanterie (vormals Limousin) genannt werden.“

### Reorganisation von 1796
War bis dahin die Verbindung der Stammbataillone zu den ehemaligen Regimentern infolge der Namensgebung noch vorhanden gewesen, so wurde sie mit der zweiten Zusammenlegung (Deuxième amalgame) endgültig gekappt. Die bisherigen Bataillone der vormaligen Infanterieregimenter verloren nun ihren Namen und wurden nur noch als „1er bataillon de ...demi-brigade d’infanterie“ bezeichnet.

### Kavallerie
Die Veränderungen bei der Kavallerie waren weit weniger gravierend. Ein massiver Zustrom an Freiwilligen war nicht zu verzeichnen, da einfach nicht genügend Pferde zur Verfügung standen, jeder hätte zumindest ein Pferd mitbringen müssen – womit das Problem nicht gelöst wäre, denn Kavalleriepferde benötigten eine gewisse Ausbildung. Der Regimentsverband wurde beibehalten, auch wurde der Rang „Chef de brigade“ anstelle des „Colonel“ nicht eingeführt.

## Zeit des Konsulats
Der Erste Konsul ordnete per Dekret vom „1er vendémiaire an XII“ (24. September 1803) eine Neuorganisation (troisième réorganisation) der französischen Infanterie an. Ziel waren 90 Regimenter Linieninfanterie und 27 Regimenter leichte Infanterie. Eine bestimmte Anzahl von Regimentern wurde aus Gründen der Effektivität der Truppe vakant gelassen, und ihre Nummer wurde nicht zugeteilt (so z. B. das 38e régiment d’infanterie). Diese Maßnahme Napoléons machte das Heer schlagkräftiger, und es war möglich geworden, eine Truppe zur Verfügung zu haben, die besser ausgebildet, besser versorgt und besser angeführt war als vorher. Dieses System bestand bis zur Restauration.

## Erstes Kaiserreich
Im Jahre der Errichtung des Kaiserreichs wurden die „Demi-brigades d’infanterie“ in „Régiments d’infanterie de ligne“ umbenannt. Der Dienstgrad „Chef de brigade“ wurde wieder zum „Colonel“.
Mit der kaiserlichen Verordnung vom 18. Februar 1808 wurden die Infanterieregimenter wie folgt gegliedert:
Jedes Regiment besteht aus fünf Bataillonen, davon vier Bataillone zu je sechs Kompanien (eine Grenadierkompanie, eine Voltigeurkompanie, vier Füsilierkompanien) und das 5. Bataillon als Depotbataillon mit vier Füsilierkompanien.
Zwischen 1809 und 1810 waren 30 Demi-brigades (auch als provisorische Regimenter bezeichnet) wie folgt organisiert:
- 8 Demi-brigades (aktiv) standen bei der Armee in Deutschland.
- 22 Demi-brigades (Reserve) standen bei der Armee in Spanien.

Ein Teil von diesen Einheiten begann man 1810 aufzulösen, das Personal wurde in die Regimenter eingegliedert, aus denen sie gebildet worden waren.
Zwischen 1808 und 1812 wurden 44 neue Regimenter Linieninfanterie (Nr. 113 bis Nr. 156) und sechs Regimenter leichte Infanterie (Nr. 32 bis Nr. 37) aufgestellt.
Unter Napoléon beherrschte die französische Armee den europäischen Kontinent. Über einen Zeitraum von zehn Jahren – von der Schlacht bei Ballinamuck 1798 bis zur Schlacht bei Bailén 1808 – blieb sie ungeschlagen.
Aus Anlass der Invasion Russlands stellte Napoléon die Grande Armée zusammen, die etwa 690.000 Mann stark war und der es dennoch nicht gelang, zum Erfolg zu kommen.
Der Feldzug in Frankreich 1814 und der Feldzug in Belgien während der Herrschaft der Hundert Tage brachten der Armee nur noch Niederlagen und das Ende des Ersten Kaiserreichs.
Nach der ersten Abdankung Napoléons wurde die Stärke der königlichen Armee per Verordnung vom 12. Mai 1814 auf 90 Regimenter Linieninfanterie und 15 Regimenter leichte Infanterie festgesetzt. Die Kavallerie wurde ebenfalls drastisch reduziert.

### Kavallerie
Napoléon verstärkte die Kavallerie umfangreich. Die „Régiments de cavalerie“ wurden in „Régiments de cuirassiers“ umbenannt und mit dem Kürass ausgestattet. Dazu kamen neue Truppengattungen, so wurden die Chevau-légers wieder errichtet, es gab Ulanen („Lanciers“ genannt), Grenadiere zu Pferd, „Chevau-légers lanciers polonais“ und noch einige andere Formationen, die nach dem Ende Napoléons wieder verschwanden.
Im Jahre 1812 gab es in der Linie:
12 Regimenter Kürassiere
2 Regimenter Carabiniers
30 Regimenter Dragoner
30 Regimenter Jäger zu Pferde
6 Regimenter Chevau-légers lanciers
11 Regimenter Husaren
1 Gendarmeriekorps

### Kaiserliche Garde
Mit der Kaiserkrönung wurde die bisherige „Konsulargarde“ in „Kaiserliche Garde“ (Garde impériale) umbenannt und massiv aufgestockt. Sie wurde im Laufe der Zeit in die „Junge Garde“ (Jeune Garde), „Mittlere Garde“ (Moyenne Garde) und „Alte Garde“ (Vieille Garde) aufgeteilt und enthielt alle Waffengattungen, sowie zusätzlich exotische Truppenteile wie die Mameluken. Auf ihrem Höhepunkt war sie über 100.000 Mann stark.

## Die Armee zwischen 1814 und 1851
Nachdem Napoléon auf die Insel Elba ins Exil geschickt worden war, ging König Louis XVIII daran, die Armee zu reorganisieren und die Regimenter mit einer anderen Nummerierung auszustatten.
Nach seiner Rückkehr aus Elba machte Napoléon per Dekret vom 20. April 1815 die Änderungen des Königs wieder rückgängig und gab den Regimentern die alte Nummer zurück.
Nach der endgültigen Abdankung von Napoléon wurde die gesamte Armee pro forma entlassen. Aus politischen Gründen wurden nunmehr neue Einheiten errichtet, die statt „Régiment“ als „Département-Legionen“ (légions départementales) bezeichnet wurden. Man wollte dadurch jeden Bezug zum Kaiserreich unterbinden.
Diese Legionen waren keine homogenen Einheiten, weswegen man nach einer Verordnung des Königs vom 23. Oktober 1820 wieder zu der Bezeichnung „Régiment“ überging. Es wurden 80 Linieninfanterieregimenter und 20 leichte Infanterieregimenter gebildet. Jedes verfügte über drei Bataillone.
In dieser Gliederung zog die Armee 1823 in die Französische Invasion in Spanien.
Im Jahre 1830 veranlasste König Charles X die Eroberung von Algerien. Am 20. Februar 1830 entschied er über die Zusammensetzung der Bataillone der Expeditionsstreitkräfte. Diese sollten durch Beurlaubte für die Dauer eines Jahres auf einen Stand von 840 Mann gebracht werden. Die leichten Infanterieregimenter stellten zu diesem Zwecke das jeweils erste Bataillon und die Linieninfanterie das jeweils erste und zweite Bataillon ab.
Die Infanterie enthielt zu diesem Zeitpunkt:
- die „Gardes du corps“: 54 Offiziere, 301 Unteroffiziere und Mannschaften
- 6 Regimenter der königlichen Garde: je 88 Offiziere, 1.676 Unteroffiziere und Mannschaften

Gesamt: 528 Offiziere und 10.056 Unteroffiziere und Mannschaften
- 2 Regimenter Schweizergarde zu je 3 Bataillonen: zusammen 178 Offiziere und 4.432 Unteroffiziere und Mannschaften
- 64 Regimenter Linieninfanterie, davon:

25 Regimenter zu je 3 Bataillonen: 2 Bataillone zu je 840 Mann und 1 Bataillon zu 485 Mann – zusammen 2.200 Offiziere und 54.025 Unteroffiziere und Mannschaften
2 Regimenter Kolonialinfanterie zu je 3 Bataillonen zu je 840 Mann – zusammen 176 Offiziere und 5.156 Unteroffiziere und Mannschaften
37 Regimenter Linieninfanterie mit zusammen 3.256 Offizieren und 54.057 Unteroffizieren und Mannschaften
- 4 leichte Infanterieregimenter zu je 3 Bataillonen davon:

ein Kolonialregiment zu 840 Mann – insgesamt 88 Offiziere und 2.578 Unteroffiziere und Mannschaften
drei Kolonialregimenter zu je 1.461 Mann – insgesamt 264 Offiziere und 4.383 Unteroffiziere und Mannschaften
- 16 Regimenter leichte Infanterie zu je zwei Bataillonen davon:

4 Regimenter zu 1 Bataillon mit 840 Mann und 1 Bataillon mit 500 Mann – zusammen 248 Offiziere und 5.504 Unteroffiziere und Mannschaften
12 Regimenter mit 62 Offizieren und 1.009 Unteroffizieren und Mannschaften – zusammen 744 Offiziere und 12.108 Unteroffiziere und Mannschaften
- 4 Schweizer Fremdenregimenter zu je drei Bataillonen mit zusammen 364 Offizieren und 7.460 Unteroffizieren und Mannschaften
- das Regiment Hohenlohe zu drei Bataillonen mit zusammen 88 Offizieren und 1.943 Unteroffizieren und Mannschaften
- 1 Stabsbataillon zu 5 Kompanien mit zusammen 19 Offizieren und 846 Unteroffizieren und Mannschaften
- 1 Pionierbataillon zu 4 Kompanien mit zusammen 16 Offizieren und 620 Unteroffizieren und Mannschaften
- 8 Strafkompanien mit 40 Offizieren und 160 Unteroffizieren und Mannschaften
- 2 Kompanien „de la garde sédentaires“,[5] 10 Kompanien „de sous-officiers sédentaires“,[6] 40 Kompanien „de fusiliers sédentaires“[7] mit zusammen 156 Offizieren und 5.200 Unteroffizieren und Mannschaften

In Afrika wurden Kolonialtruppenteile zur Eroberung Algeriens ausgehoben. Nach der Ankunft in Algerien wurden auf Anordnung von Général Clauzel am 1. Oktober 1830 zwei Bataillone Zuaven mit insgesamt acht Kompanien zu je 100 Mann aufgestellt. Offiziere, Unteroffiziere und Korporäle bestanden aus Freiwilligen der Expeditionsarmee.

### Nach der Julirevolution von 1830
Im Zuge der Proklamation der Julimonarchie wurde die Nationalgarde reorganisiert und wieder auf den Stand von 1791 gebracht.

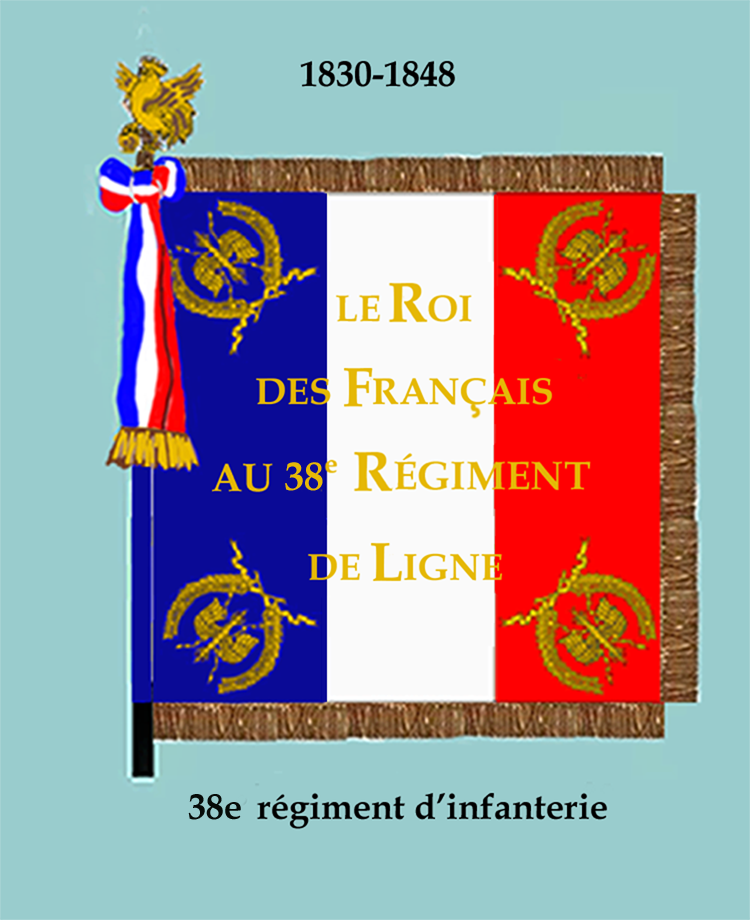
Fahne des 38^{e} régiment d’infanterie de ligne 1830

Mit Anordnung vom 11. August 1830 wurde die königliche Garde aufgelöst und dafür das 65e régiment d’infanterie und das 66e régiment d’infanterie aufgestellt.
Die Infanterie bestand aus:
- 66 Infanterieregimentern der Linie (zu je 4 Bataillonen) zu je 114 Offizieren und 3000 Unteroffizieren und Mannschaften – zusammen 7.524 Offiziere und 198.000 Unteroffizieren und Mannschaften
- 20 leichten Infanterieregimentern (zu je 3 Bataillonen) mit 87 Offizieren und 2.250 Unteroffizieren und Mannschaften – zusammen 1.740 Offiziere und 45.000 Unteroffiziere und Mannschaften
- dem Regiment Hohenlohe zu drei Bataillonen mit zusammen 87 Offizieren und 1.943 Unteroffizieren und Mannschaften
- 1 Stabsbataillon zu 5 Kompanien mit zusammen 28 Offizieren und 1.425 Unteroffizieren und Mannschaften
- 1 Pionierbataillon zu 4 Kompanien mit zusammen 16 Offizieren und 620 Unteroffizieren und Mannschaften
- 8 Strafkompanien mit 40 Offizieren und 160 Unteroffizieren und Mannschaften
- 12 Kompanien „de sous-officiers sédentaires“ mit je 4 Offizieren und 150 Mann – zusammen 48 Offiziere und 1.800 Mannschaften
- 41 Kompanien „de fusiliers sédentaires“ mit je 4 Offizieren und 150 Mann – zusammen 164 Offiziere und 6.150 Unteroffiziere und Mannschaften
- 81 Kompanien „vétérans sédentaires“ mit 4 Offizieren und 500 Mann je Kompanie – zusammen 344 Offiziere und 12.900 Unteroffiziere und Mannschaften
- 1 Pionierbataillon mit vier Kompanien – insgesamt 16 Offiziere und 620 Unteroffiziere und Mannschaften
- 2 Bataillonen Zuaven zu acht Kompanien – je Kompanie 7 Offiziere und 200 Unteroffiziere und Mannschaften

Gesamtbestand: 331 Bataillone mit einem Personalbestand von 10.047 Offizieren und 271.1105 Unteroffizieren und Mannschaften
Im Jahre 1831 wurde die Fremdenlegion errichtet. Sie sollte primär zum Dienst in Nordafrika dienen.

## Armee des Zweiten Kaiserreichs 1852 bis 1871

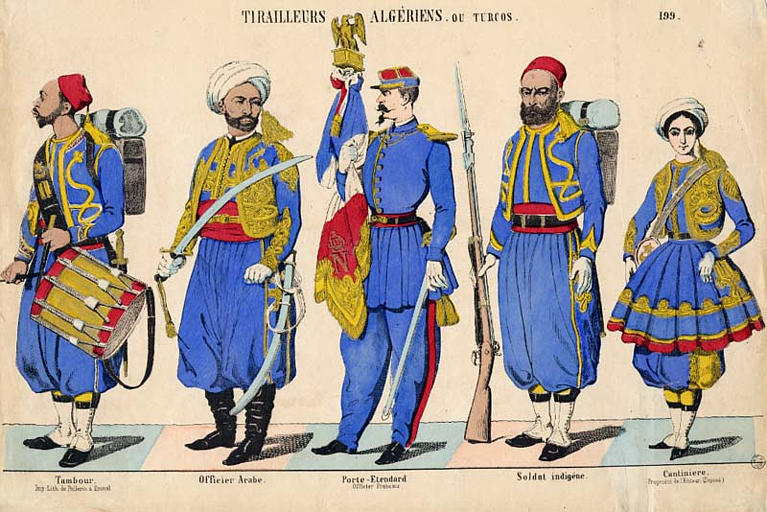
Uniformen der Algerischen Schützen (Tirailleurs algériens) 1852

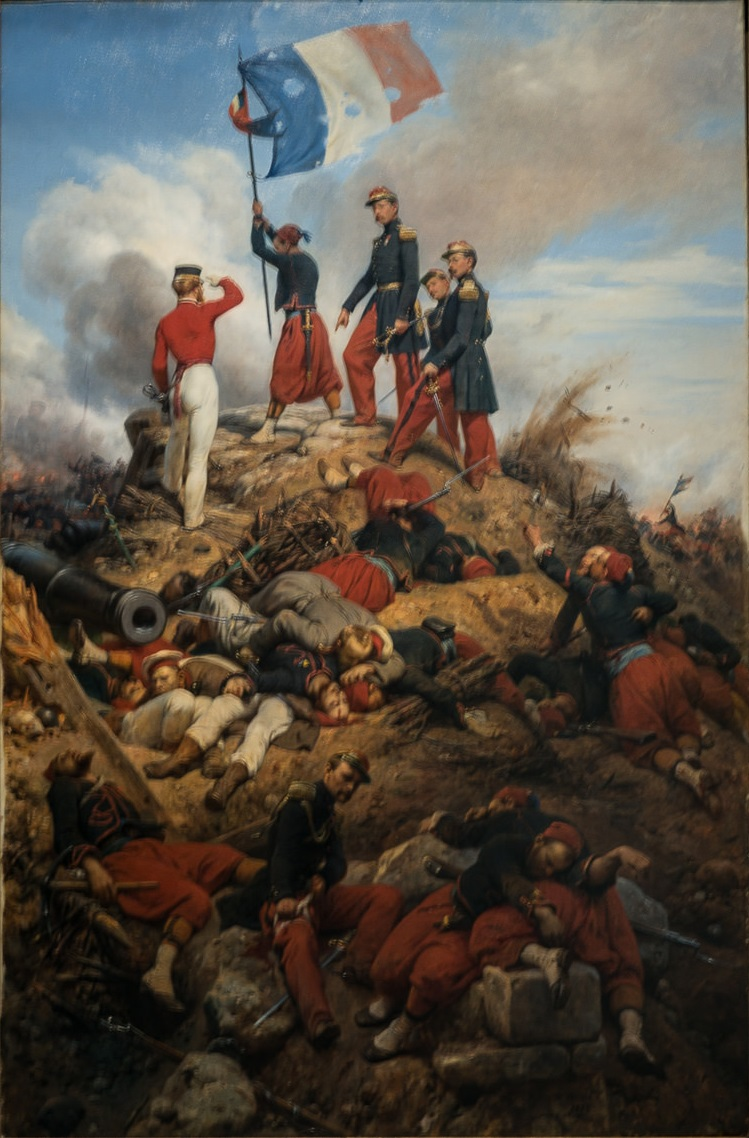
Eroberung von Fort Malakow. Ein britischer Offizier grüßt die Trikolore (Gemälde von Horace Vernet 1855).

Die Revolution von 1848 hatte König Louis-Philippe Ier abgesetzt und im Dezember Louis-Napoléon Bonaparte zum Präsidenten der Zweiten Französischen Republik gemacht.
1852 wurde das Zweite Kaiserreich errichtet und per Dekret vom 1. Mai 1854 auch wieder eine Kaiserliche Garde aufgestellt.
1854 existierten in der französischen Armee 25 Regimenter, die als „leichte Infanterie“ (infanterie légère) bezeichnet wurden. Allerdings gab es außer der Bezeichnung und einigen kleineren Details keine Unterschiede zur Linieninfanterie. Die Aufgaben der „leichten Infanterie“ wurden in der französischen Armee von der Jägertruppe zu Fuß (Chasseurs à pied) wahrgenommen.
Die Regimenter der leichten Infanterie wurden dann zu Regimentern der Linieninfanterie umgewandelt, was den Offizieren bei Versetzungen zwischen den beiden Waffengattungen half Kosten zu sparen, da sie sonst jedes Mal neue Uniformen brauchten.
Neben der Linieninfanterie und der Jägertruppe zu Fuß existierten noch drei (1870 vier) Regimenter Zuaven, ein Regiment Leichte Afrikanische Infanterie, sieben Bataillone „Algerische Schützen“ (Tirailleurs algériens) und vier Regimenter „Algerische Jäger“ (Chasseurs algériens).
Die Kavallerie bestand aus:
2 Regimentern Carabiniers
4 Regimentern Kürassiere
4 Regimentern Dragoner
2 Regimentern Jäger zu Pferde
8 Regimentern Husaren
4 Regimentern Spahis (algerische, marokkanische und senegalesische Spahis)
- 1854 bis 1856: Krimkrieg

Vor dem drohenden Ausbruch des Sardinischen Krieges erging mit dem 14. März 1859 ein Dekret, alle Linieninfanterieregimenter auf vier Bataillone zu verstärken, davon drei Kampfbataillone zu je sechs Kompanien (zwei davon Stoßkompanien – „companies d’élite“) und ein Depotbataillon mit sechs Schützenkompanien.
- 1859: Sardinischer Krieg
- 1861 bis 1867: Französische Intervention in Mexiko
- 1870 bis 1871: Deutsch-Französischer Krieg mit desaströsem Ausgang für die französische Armee

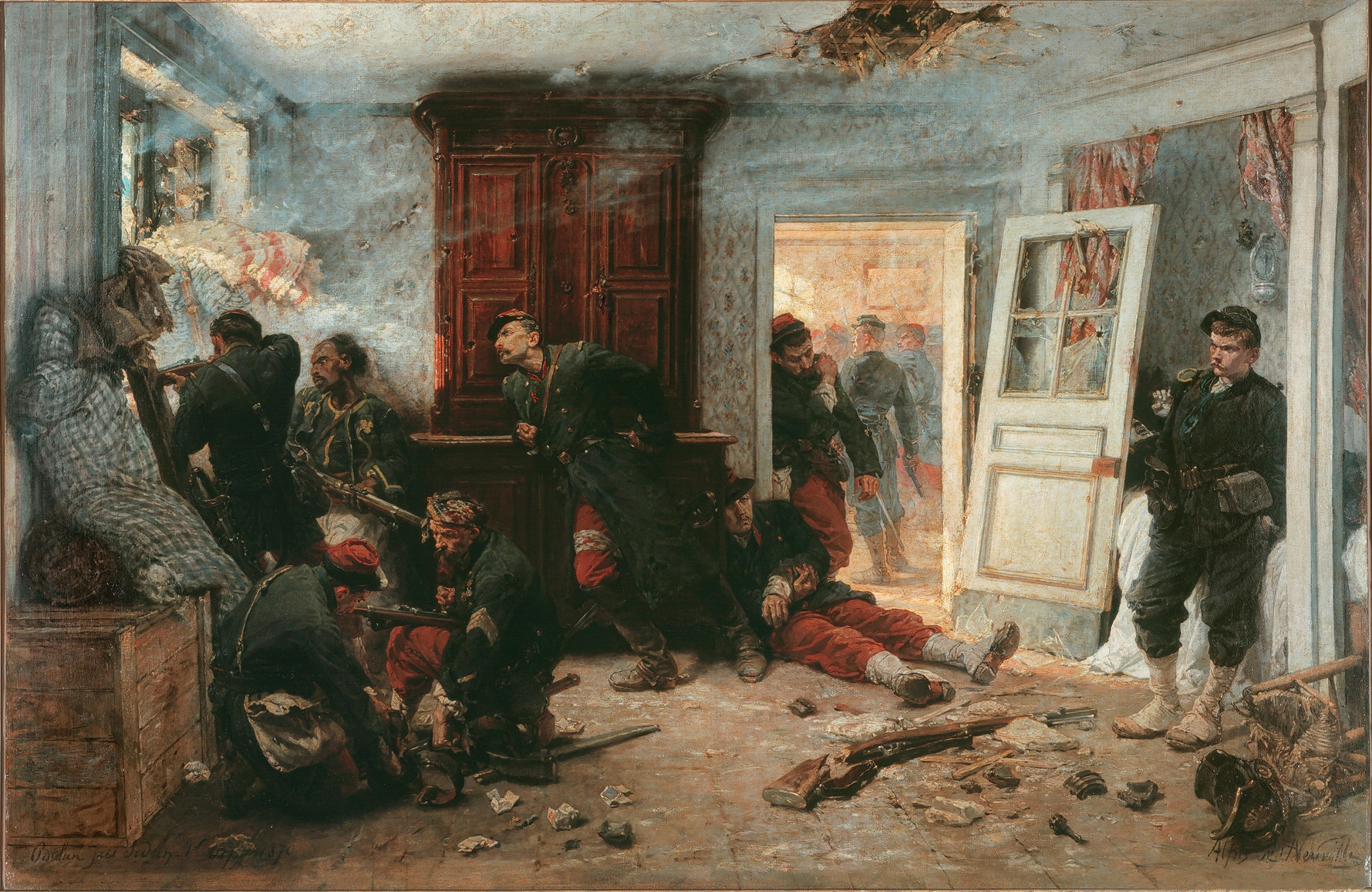
Les dernières cartouches („Die letzten Patronen“, Gemälde von Alphonse de Neuville 1873)

## Die Armee der Revanche (1871 bis 1914)
Im Jahre 1875 entschied der Generalstab, die nordöstliche Landesgrenze zu befestigen, und installierte dazu das Système Séré de Rivières. Die Artillerie wurde modernisiert und die Mitrailleuse in die Infanterie eingeführt. Zu Beginn des Jahres 1900 setzte sich in der Armee die Doktrin der Offensive à outrance durch. Alle Kräfte sollten sich nach vorn bewegen, die Artillerie unterstützt die Infanterie, die Kavallerie greift im Falle eines Gegenangriffs ein.
Bereits im Jahre 1909 war die Kampfkraft des französischen Heeres wiederhergestellt, die Personalstärke betrug 850.000 Mann gegenüber 840.000 Mann auf deutscher Seite.
Im Jahre 1911 wandelte der Général Joseph Joffre die alte Armee in eine des 20. Jahrhunderts um. Die Luftwaffe war in den Anfängen, und die berühmte Kanone 75 mm modèle 1897 wurde eingeführt.

## Erster Weltkrieg
Am 1. Juli 1914 verfügte das französische Heer über einen Friedensstand von 880.000 Mann. Dazu wurden im August 1914 weitere 290.000 Mann mobilisiert. Im Laufe des Krieges wurden 8.410.000 Mann einberufen, davon 600.000 aus den Kolonien. Die sogenannten „Indigènes“ machten zwar 7 % der Streitkräfte aus, aber nur wenig mehr als 15 % von ihnen wurden im Kampf eingesetzt.
Die schnelle Mobilisation war durch ein sinnvoll angelegtes Eisenbahnnetz möglich, das durch jede Unterpräfektur lief. Somit konnte der Personalbestand innerhalb kürzester Zeit auf 3.500.000 Mann gebracht werden. 65 % der Kräfte dienten in der Infanterie, 13 % in der Artillerie und 10 % in der Kavallerie. Die restlichen 12 % verteilten sich auf die Pioniere Versorgung und Nachschub, die Gendarmerie usw. Das Heer bestand aus 72 Infanteriedivisionen und 10 Kavalleriedivisionen (mit 79 Kavallerieregimentern). Weiter waren 600.000 Pferde und 600.000 Maultiere eingesetzt, da die Motorisierung noch weitgehend in den Kinderschuhen steckte. Bei Kriegsbeginn trugen die meisten Soldaten noch die blauen Uniformen wie nahezu 1870, mit den typischen, weithin sichtbaren krapproten Hosen. Erst 1915 wurde die horizontblaue Felduniform mit dem Adrian-Helm eingeführt, der das bis dahin getragene Képi ersetzte.

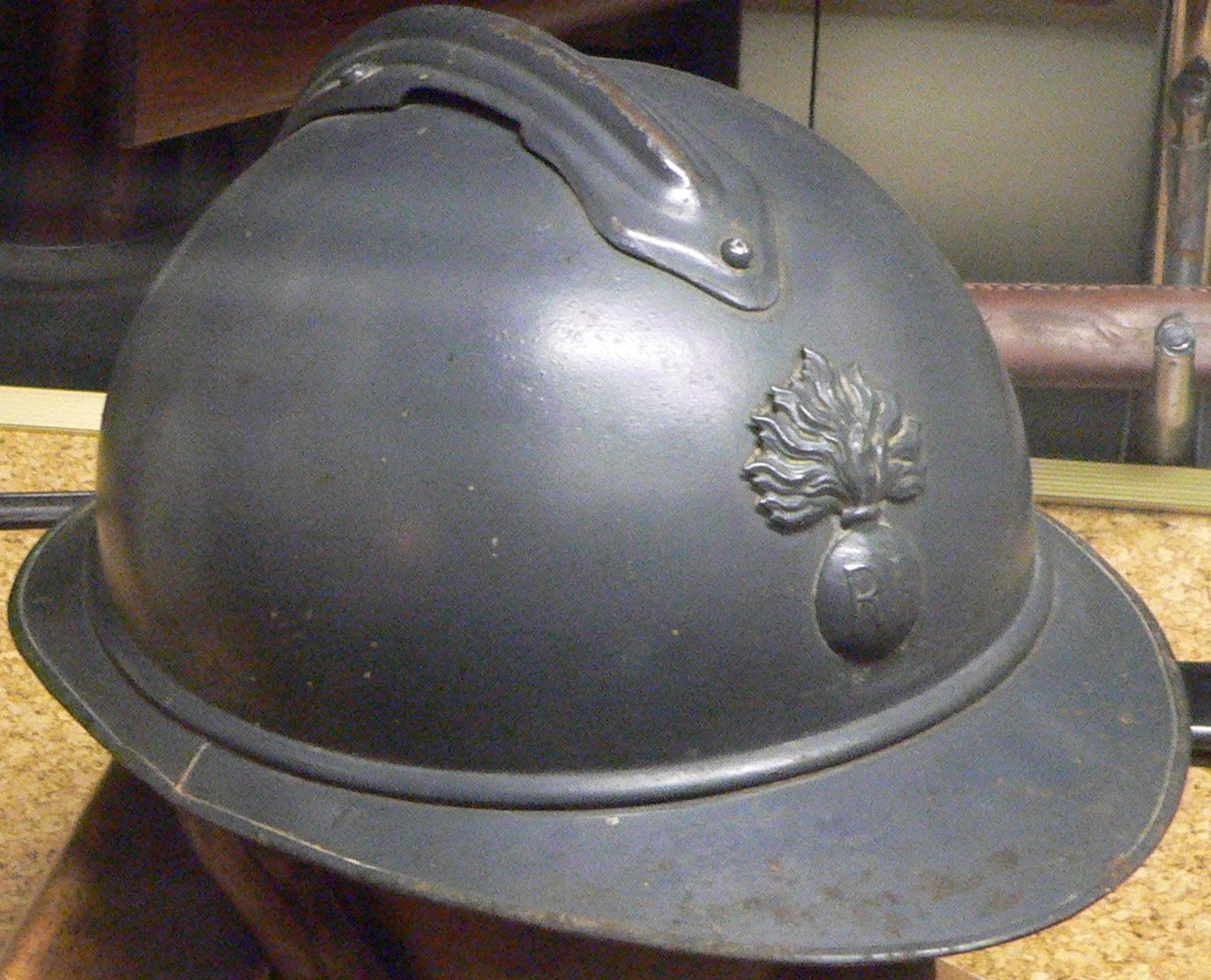
Adrian-Helm

Als Standardgewehr war das Lebel modèle 1886 im Gebrauch, dazu kamen ungefähr 5.000 Maschinengewehre acht verschiedener Typen. Die Artillerie hatte 3.840 Feldkanonen vom Kaliber 75 mm, die Gebirgstruppe 120 Kanonen vom Kaliber 65 mm. Dazu kamen 308 schwere Feldgeschütze und 380 Belagerungsgeschütze vom Kaliber 120 mm. Diese waren vom Système de Bange und stammten alle aus den Jahren 1870 bis 1880.

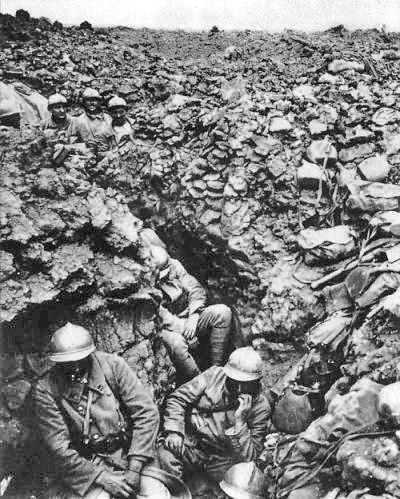
Soldaten des 87^{e} régiment d’infanterie 1916 vor Verdun.

Zu Beginn des Krieges drängte das Deutsche Heer die französischen Kräfte zunächst zurück (→ Schlieffen-Plan). Eine überraschende französisch-englische Offensive (Schlacht an der Marne 5. bis 12. September 1914) stoppte den deutschen Vormarsch. Es folgte ein jahrelanger Stellungskrieg; mehrere große Schlachten änderten am Frontverlauf kaum.
Mitte März 1917 zogen sich die im mittleren Abschnitt der Westfront an der Somme stehenden deutschen Truppen in die stark ausgebaute Siegfriedstellung zurück (Unternehmen Alberich). Dieser Rückzug und die Verschärfung des Seekrieges waren Konsequenzen der großen Schlachten des Jahres 1916 (Schlacht um Verdun und Schlacht an der Somme); die deutschen Truppen waren angeschlagen. Vor ihrem taktischen Rückzug verwüsteten sie weisungsgemäß systematisch das Gebiet und deportierten etwa 150.000 Bewohner. Die Alliierten waren vom Rückzug überrascht.
Am 6. April 1917 traten die USA in den Krieg ein.
Spätestens ab der deutschen Frühjahrsoffensive (ab 21. März 1918) zeigte sich die materielle Überlegenheit der Alliierten.
Französische Kontingente kämpften auch noch an der Italienfront, in Makedonien, im Libanon und in Syrien. Bei Kriegsende 1918 verfügte das Heer über 1.540.000 Mann kämpfende Truppe, davon 761.000 Infanteristen, 525.000 Artilleristen, 66.000 Kavalleristen, 103.000 Pioniere sowie 45.000 Flieger und Ballonfahrer. Die Bewaffnung bestand aus 9.000 Feldgeschützen, 1.600 schweren und überschweren Geschützen, 1.600 Minenwerfern, 3.600 Flugzeugen und 30.000 Maschinengewehren, für die 50.000 ausgebildete Maschinengewehrschützen vorhanden waren. Während des Krieges fielen ungefähr 1.400.000 Soldaten und ungefähr drei Millionen wurden verwundet (siehe auch Erster Weltkrieg#Militärische Verluste).
| Ausstattung                               | 1914  | 1918   |
| ----------------------------------------- | ----- | ------ |
| Feldgeschütze de 75 Modèle 1897           | 3.840 | 5.484  |
| Gebirgsgeschütze 65 mm                    | 120   | 96     |
| Schwere Feldgeschütze                     | 308   | 5.000  |
| Überschwere Haubitzen und Marinegeschütze | -     | 740    |
| Flugabwehrkanonen                         | 1     | 404    |
| Maschinengewehre                          | 2.000 | 18.000 |
| Kraftfahrzeuge                            | 9.000 | 88.000 |
| Flugzeuge                                 | 162   | 3.608  |

Die mit Panzern ausgerüsteten Kavallerieregimenter behielten ihre traditionellen Regimentsnamen, während die neu aufgestellten Regimenter die Bezeichnung „Régiments de char de combat“ erhielten.

## Zwischenkriegszeit
Im Jahre 1920 bestand das Heer noch aus 30 Divisionen mit 872.000 Mann, davon 228.000 Kolonialsoldaten.
Obwohl man bemüht war, deren Zahl abzubauen, lag der Anteil in der Armee im Jahre 1930 bei 36 %.
Trotz des Rückganges ihres Personalbestandes in der Zwischenkriegszeit blieb die Armee eine der schlagkräftigsten der Welt, wie die nachstehende Tabelle zeigt.
Französische Truppen unter Philippe Pétain griffen Mitte 1925 in den Rifkrieg ein. Am 27. Mai 1926 ergab sich Abd al-Karim den Franzosen.
Die französische Regierung unter Präsident Gaston Doumergue duldete ohne Kritik, dass spanische Truppen in diesem Zeitraum völkerrechtswidrig über 500 Tonnen Senfgas abwarfen.
| Jahr | Gesamtstärke | davon Kolonialsoldaten | %     |
| 1920 | 872 000      | 228 000                | 26,14 |
| 1922 | 732 000      | 206 000                | 28,14 |
| 1924 | 642 000      | 185 000                | 28,81 |
| 1926 | 625 000      | 190 000                | 30,40 |
| 1928 | 618 000      | 204 000                | 33,00 |
| 1930 | 550 000      | 199 000                | 36,18 |
| 1932 | 573 000      | 195 000                | 34,03 |
| 1934 | 425 664      | 118 213                | 27,77 |
| 1936 | 512 409      | 123 229                | 24,04 |
| 1938 | 563 419      | 138 223                | 24,53 |
| 1939 | 599 570      | 157 182                | 26,21 |

## Zweiter Weltkrieg

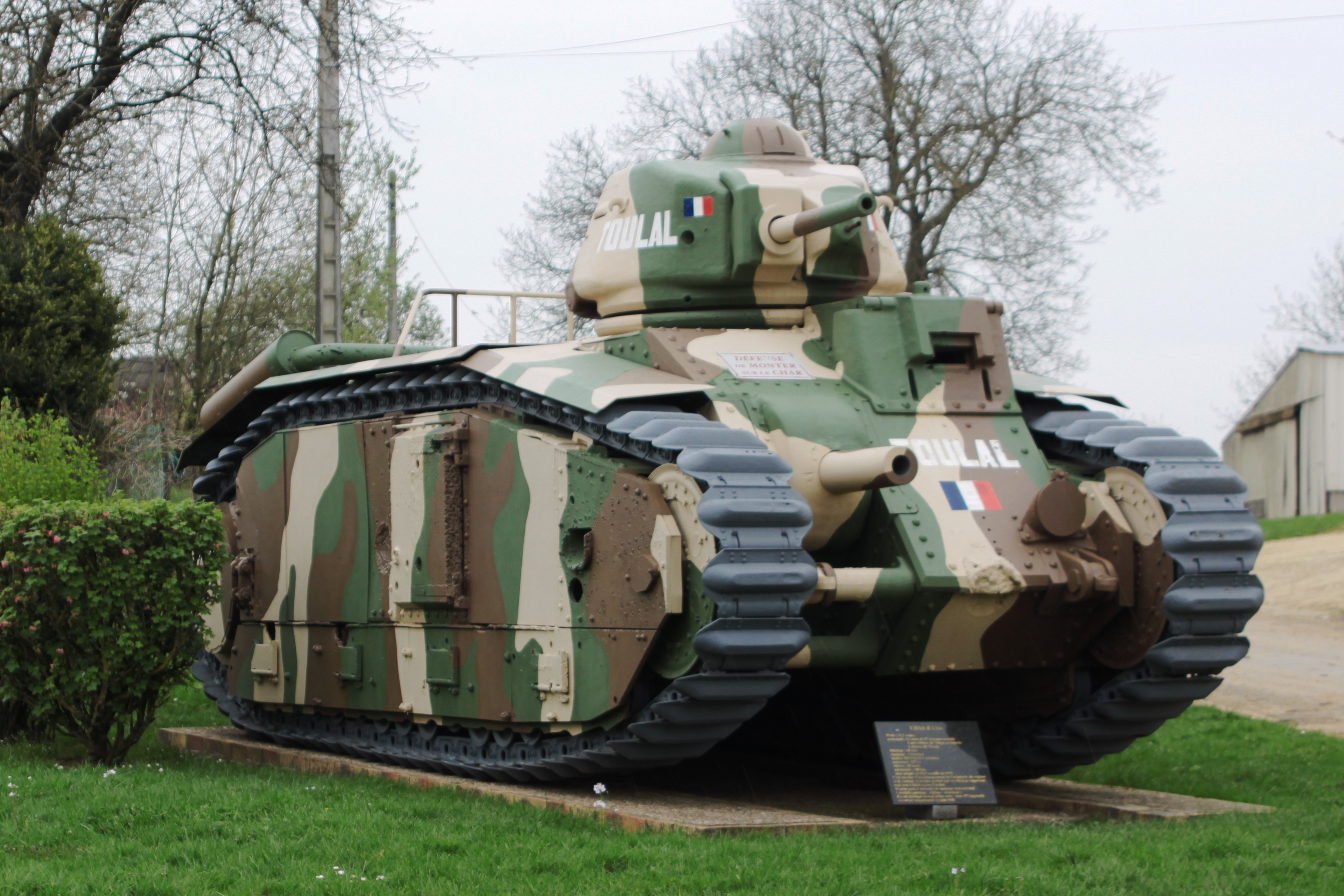
Char B1 bis als Monument der Schlacht um Stonne 1940

Nachdem in den 1920er Jahren die Armee aus finanziellen Gründen massiv reduziert worden war, wurden die 1930er Jahre durch starke Veränderungen geprägt:
- der Bau der Maginot-Linie
- ab 1935 die Experimente mit der Aufstellung einer mechanisierten Infanteriedivision
- die Einführung des Gewehrs MAS 36 und des Maschinengewehrs MAC-24/29
- die Einführung des Mörsers 81 mm, der Panzerabwehrkanone Canon léger de 25 antichar SA-L modèle 1934, der Panzer Hotchkiss H-35, Renault R-35, Somua S-35 und Char B1 bis

Bei Kriegsbeginn 1939 trat die Armee in den Krieg ein, noch völlig im Bewusstsein des Sieges von 1918 und voller Vertrauen auf seine Artillerie mit 9.300 Feldgeschützen und die vorhandenen 2.855 Panzer. Schwachpunkte hingegen waren die Flugabwehr und der Fernmeldebereich.
Gut ausgerüstet waren die aktiven Divisionen und die erste Reserve, während die Kategorie B (dritte Welle) schlecht ausgebildet und nur unzureichend ausgerüstet war.

Paris, deutsche Truppen am Arc de Triomphe am 14. Juni 1940

Diese Armee wurde innerhalb von sechs Wochen geschlagen, wofür es mehrere Gründe gab:
- das Verzetteln der eigenen Panzerkräfte als Infanterieunterstützung, anstatt sie wie die Deutschen als schnelle Stoßkeile einzusetzen
- das Vertrauen in die Maginotlinie – nicht bedenkend, dass diese einfach im Norden umgangen werden könnte
- die Überraschung, dass die Deutschen durch die Ardennen vorstießen, hielt man sie doch für Panzerverbände für undurchdringlich
- die eigene mangelnde Luftunterstützung, die bei den Deutschen vorzüglich funktionierte
- eine nicht zu unterschätzende Kriegsunwilligkeit sowohl bei der Truppe als auch bei der Führung

Nach dem Waffenstillstand mit den Deutschen am 22. Juni 1940 und mit den Italienern am 24. Juni 1940 waren 1,5 Millionen französische Soldaten in Gefangenschaft geraten. Ein Großteil von Frankreich wurde von den Deutschen besetzt, die Waffenstillstandsarmee im unbesetzt gebliebenen Vichy-Frankreich und in den Kolonien auf 100.000 Berufssoldaten begrenzt. Offensiv einsetzbare Ausrüstung war nicht gestattet.
Die Aufgabe der französischen Armee beschränkte sich in dieser Zeit auf die Kontrolle der Kolonien und die Kämpfe gegen die japanische Invasion in Indochina (1940), gegen Thailand (Oktober 1940 bis Mai 1941), gegen die Briten auf Madagaskar (Operation Ironclad 1941) und in Syrien (Operation Exporter 1941).
Nachdem die Briten und Amerikaner am 8. November 1942 in Nordafrika gelandet waren (Operation Torch), leisteten die französischen Kräfte einige Zeit Widerstand, letzte Teile mussten dann jedoch am 11. November kapitulieren. Als Ergebnis marschierten die Deutschen in das bis dahin unbesetzte Frankreich ein, die letzten Einheiten der „Waffenstillstandsarmee“ (Armée d’armistice) wurden am 27. November 1942 aufgelöst.

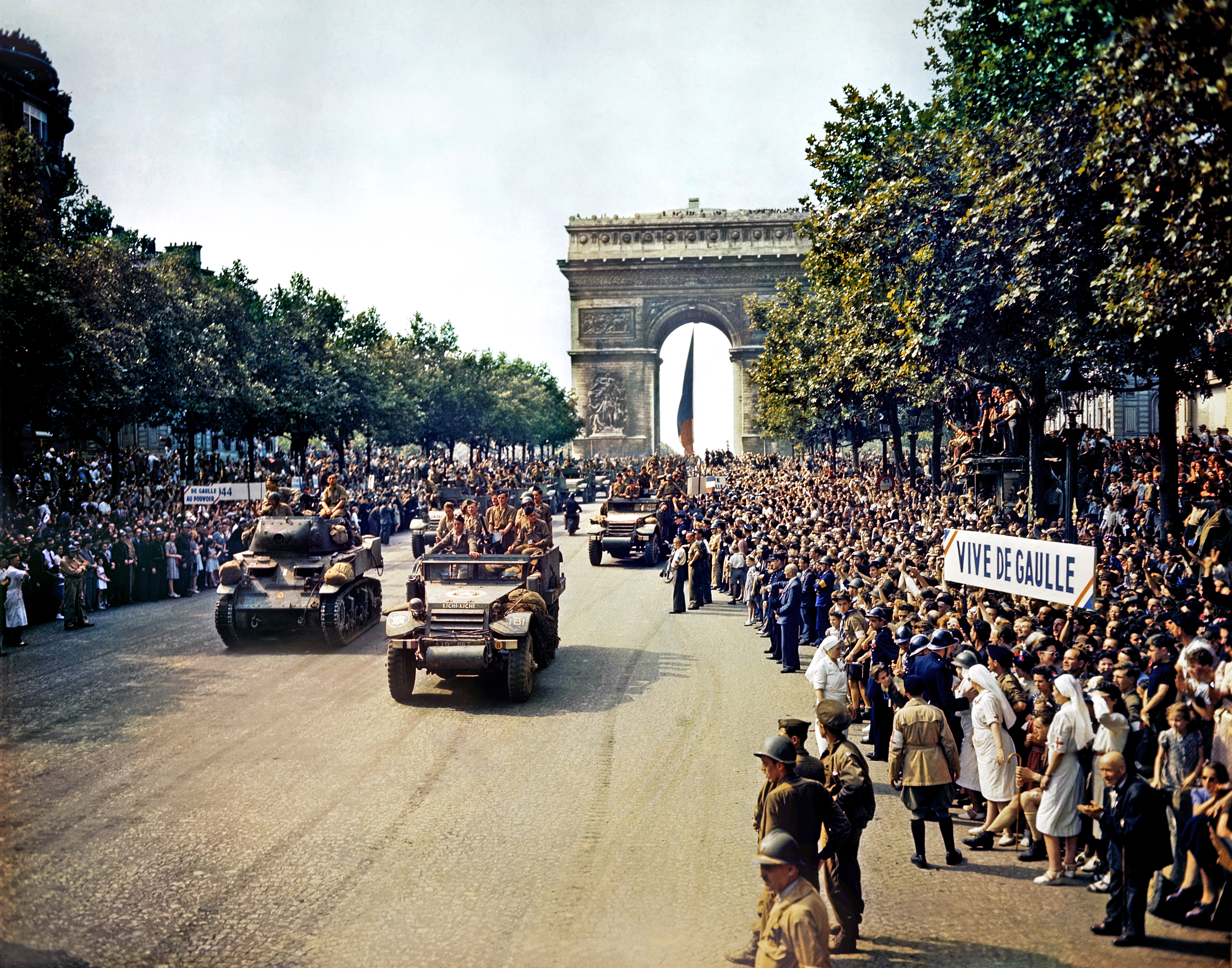
Parade nach der Befreiung von Paris am 26. August 1944 auf der Avenue des Champs-Élysées

Bereits im Juni 1940 bildeten 1.300 nach England entkommene Freiwillige die Forces françaises libres (FFL). Diese Truppe vergrößerte sich durch die Eingliederung der Truppen aus Französisch-Äquatorialafrika, die sich unter der Leitung von Gouverneur Félix Éboué von Vichy-Frankreich gelöst hatten. Die Einheiten der FFL kämpften in den Reihen der Alliierten in Gabun 1940, in Syrien 1941, in Libyen in der Schlacht von Bir Hakeim 1942 und in Tunesien 1943. Im gleichen Jahr fusionierte die FFL mit der „Armée d’Afrique“. Es folgten der Einsatz bei der Befreiung von Korsika (September bis Oktober 1943) und anschließend der Feldzug in Italien, die Landung in der Provence im August 1944, die Befreiung von Paris und der Feldzug in Deutschland bis zum Kriegsende. Eingegliedert wurden zwischenzeitlich die Kräfte der Forces françaises de l’intérieur.

## Vierte Republik und Entkolonialisierung (1946 bis 1958)
Bei der Wiedererrichtung der französischen Armee nach Kriegsende war man nahezu gänzlich auf Material der US Army angewiesen. Lediglich zwei Panzerregimenter wurden mit etwa 50 liegengebliebenen deutschen Panther-Panzern ausgerüstet und bis Ende der 1940er Jahre im Einsatz gehalten.
Der Indochinakrieg konnte trotz massiven Truppeneinsatzes nicht gewonnen werden. Nach der verlorenen Schlacht um Điện Biên Phủ, die in ihrer Gesamtheit von der Fremdenlegion getragen wurde, musste man sich aus der Region zurückziehen.

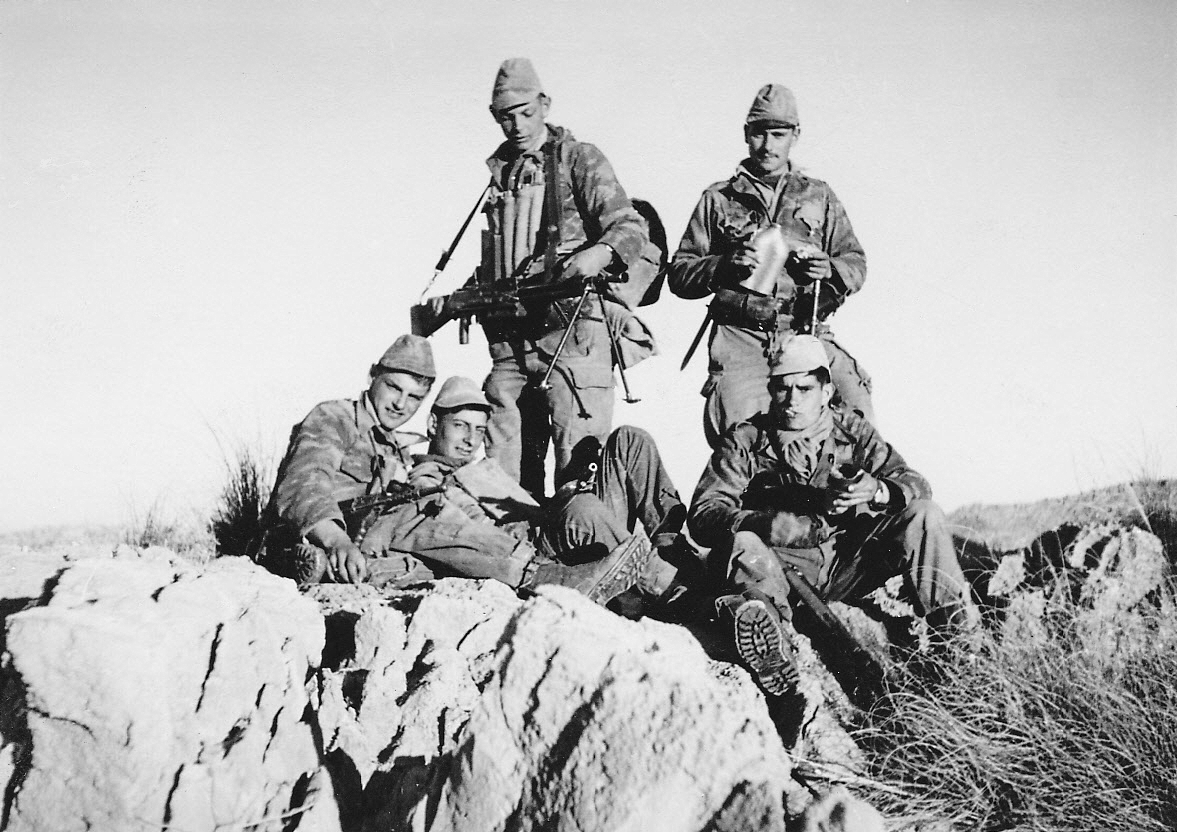
Jagdkommando des 4^{e} régiment de zouaves während des Algerienkrieges

Auch der Algerienkrieg ging, trotz großer Anstrengungen und nicht unerheblicher Verluste, verloren. Hier wurde die Truppe jedoch noch zur Aufstellung der neuen algerischen Streitkräfte herangezogen.

## Ende des Kalten Krieges

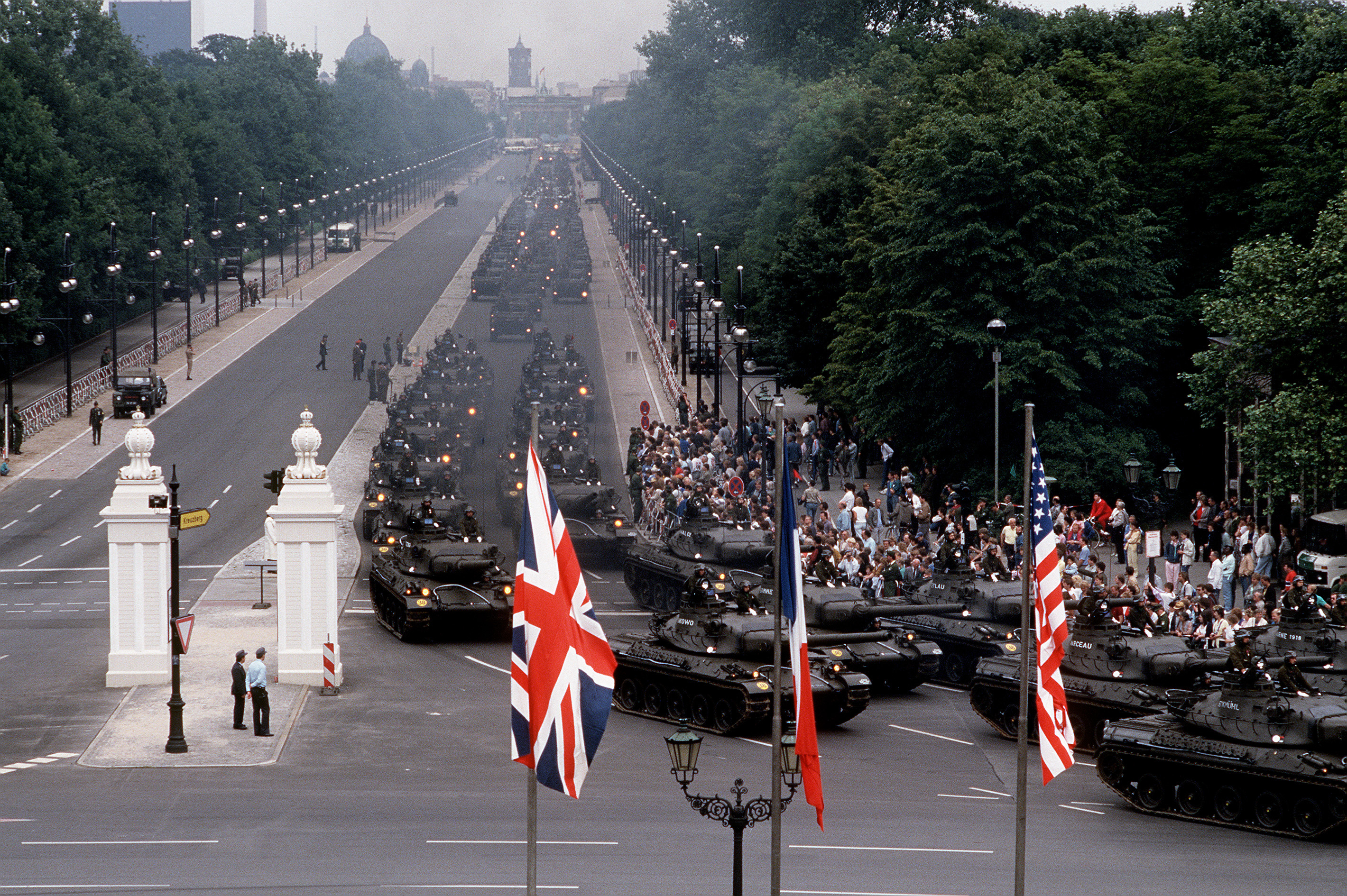
Parade des 11^{e} régiment de chasseurs der „Forces françaises à Berlin“ am 11. Juni 1988 während des Tages der Alliierten in West-Berlin: als erstes Panzer AMX-30B2, gefolgt von VAB

Nach dem Ende des Kalten Krieges zogen die Truppen der FFA (Forces françaises en Allemagne) allmählich aus Deutschland ab. Lediglich der französische Teil des Stabes der Deutsch-Französischen Brigade befindet sich noch auf deutschem Boden.
Am Zweiten Golfkrieg nahmen die französischen Streitkräfte mit etwa 14.000 Mann teil (Opération Daguet).
Im Jahre 2008 erschien ein Weißbuch zur nationalen Verteidigung, in dem die Verringerung der Armee festgelegt wurde. Der Personalbestand sollte demnach bis 2015 um 46.500 Posten (17 %) verringert werden.
Ständig wird Frankreich außerdem 5.000 Mann einer schnellen Eingreiftruppe bereithalten. Bei einem Gesamtbestand von 131.000 Soldaten wird das Heer eine operative Truppe von 88.000 Mann unterhalten.
Die Anzahl der Kampfpanzer wird auf 240 reduziert, vier Regimenter werden mit je 60 Panzern Leclerc ausgestattet.

### Struktur von 2009 bis 2015
2013 wurde ein neues Weißbuch veröffentlicht, in dem die bisherigen Zahlen nochmals reduziert wurden. Sie wurden allerdings 2015 nach oben korrigiert:
- Personalbestand 2013 vorgesehen: 66.000 Mann – 2015 auf 77.000 korrigiert
- 200 Kampfpanzer
- 250 Radpanzer
- 2700 gepanzerte Fahrzeuge
- 140 Aufklärungs- und Kampfhubschrauber
- 115 Transporthubschrauber
- etwa 30 Drohnen

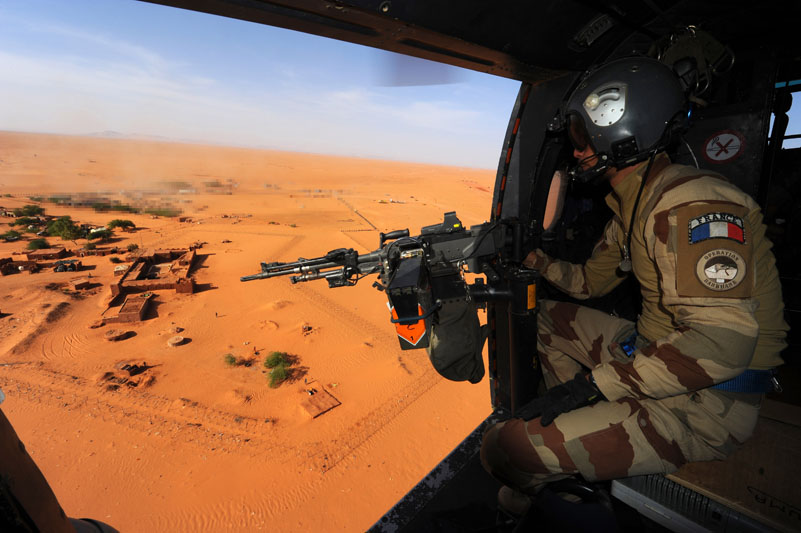
Ein Maschinengewehrschütze der Heeresflieger während der „Opération Barkhane“ in der Sahel (Burkina Faso) 2014

Die innere Bedrohung und die Notwendigkeit zum Handeln außerhalb der Landesgrenzen führten zu einem Umdenken und dazu, dass die Kürzungen nicht im vorgesehenen Umfang durchgeführt wurden.
Afrika blieb immer im Fokus französischer Politik. Seit Kriegsende waren französische Landstreitkräfte auch immer wieder an Befriedungsaktionen in Afrika beteiligt. Seit der Unabhängigkeit der früheren Kolonien standen bis zu 30.000 Soldaten auf dem Kontinent. 1980 waren es 15.000 und 2012 noch 5.000 Mann. 2014 waren wieder 9.000 Mann dort stationiert. 2016 waren französische Truppen in Mali bei der Bekämpfung der Terrororganisation Boko Haram eingesetzt.

## Besonderheiten
- Mit dem 1er régiment d’infanterie besitzt Frankreich das am längsten im Dienst befindliche Infanterieregiment der Welt.
- Der Füsilier Jean Thurel war während seiner über 75-jährigen Dienstzeit Angehöriger des Régiment de Touraine. Am 17. September 1716 in das Regiment eingetreten, starb er als Veteran des jetzt genannten „33e régiment d’infanterie de ligne“ am 10. März 1807.
- Nach den Napoleonischen Kriegen avancierten die krapproten Hosen zu einem Markenzeichen der französischen Landstreitkräfte. Mit dem weithin sichtbaren Beinkleid zogen die Truppen noch in die ersten Schlachten des Ersten Weltkriegs. Zwischen 1822 und 1830 hatte das Gros der Kavallerie die roten Hosen übernommen, seit 1829 die Infanterie und bald die meisten Kolonialtruppen. Nur wenige Truppengattungen blieben ausgenommen, wie die Fuß- oder Alpenjäger (Chasseurs à pied bzw. Chasseurs des Alpes), die Artillerie oder die Gendarmerie nationale. Ebenso charakteristisch geriet das rote képi der Linieninfanteristen. Es war 1852 aus dem casquette d'Afrique hervorgegangen und galt als ebenso typisch französisch wie die Pickelhaube als typisch deutsch.